# Liste der DIN-VDE-Normen/Gruppen 0+1
Die Liste der DIN-VDE-Normen/Gruppen 0+1 enthält die Normen des Verband der Elektrotechnik, Elektronik und Informationstechnik (kurz VDE), die in dessen Listen erfasst sind. Anmerkung: Die Liste erhebt keinen Anspruch auf Aktualität. Eine aktuelle Liste dieser Normen kann auf der Website vom VDE-Verlag abgerufen werden.

## VDE 0000 bis VDE 0199
| DIN-Notation           | VDE-Notation                      | Stand   | Norminhalt |
| ---------------------- | --------------------------------- | ------- | --- |
|                        | VDE-AR-N 4000 Anwendungsregel     | 2010-01 | Erarbeitung von VDE-Anwendungsregeln im FNN |
|                        | VDE-AR-N 4001 Anwendungsregel     | 2011-04 | Anforderungen an die Qualifikation und die Organisation von Unternehmen für den Betrieb von Elektrizitätsversorgungsnetzen (S 1000) |
|                        | VDE 0022                          | 2008-08 | Satzung für das Vorschriftenwerk des VDE Verband der Elektrotechnik Elektronik Informationstechnik e. V. |
|                        | VDE 0024                          | 2013-10 | Regelungen für das Prüf- und Zertifizierungswesen des VDE Verband der Elektrotechnik Elektronik Informationstechnik e. V. |
| DIN EN 82079-1         | VDE 0039-1                        | 2013-06 | Erstellen von Gebrauchsanleitungen – Gliederung, Inhalt und Darstellung - Teil 1: Allgemeine Grundsätze und ausführliche Anforderungen - (IEC 82079-1:2012); Deutsche Fassung EN 82079-1:2012 |
| DIN EN 61082-1         | VDE 0040-1                        | 2015-10 | Dokumente der Elektrotechnik - Teil 1: Regeln - (IEC 61082-1:2014); Deutsche Fassung EN 61082-1:2015 |
| DIN EN 62507-1         | VDE 0040-2-1                      | 2012-03 | Anforderungen an Identifikationssysteme zur Unterstützung eines eindeutigen Informationsaustauschs - Teil 1: Grundsätze und Methodik - (IEC 62507-1:2010); Deutsche Fassung EN 62507-1:2011 |
| DIN EN 61355-1         | VDE 0040-3                        | 2009-03 | Klassifikation und Kennzeichnung von Dokumenten für Anlagen, Systeme und Ausrüstungen - Teil 1: Regeln und Tabellen zur Klassifikation - (IEC 61355-1:2008); Deutsche Fassung EN 61355-1:2008 |
| DIN EN 62491           | VDE 0040-4                        | 2009-05 | Industrielle Systeme, Anlagen und Ausrüstungen und Industrieprodukte - Beschriftung von Kabeln/Leitungen und Adern - (IEC 62491:2008); Deutsche Fassung EN 62491:2008 |
| DIN EN 61666           | VDE 0040-5                        | 2011-07 | Industrielle Systeme, Anlagen und Ausrüstungen und Industrieprodukte - Identifikation von Anschlüssen in Systemen - (IEC 61666:2010); Deutsche Fassung EN 61666:2010 + Cor.:2010 |
| DIN EN 62023           | VDE 0040-6                        | 2012-08 | Strukturierung technischer Information und Dokumentation - (IEC 62023:2011 + Cor.:2012); Deutsche Fassung EN 62023:2012 |
| DIN EN 62027           | VDE 0040-7                        | 2012-08 | Erstellung von Objektlisten, einschließlich Teilelisten - (IEC 62027:2011); Deutsche Fassung EN 62027:2012 |
| DIN EN 62656-1         | VDE 0040-8-1                      | 2015-12 | Standardisierte Übertragung und Registrierung von Ontologien für Produkte mittels Tabellen - Teil 1: Logische Struktur für Datenpakete - (IEC 62656-1:2014); Deutsche Fassung EN 62656-1:2015 |
| DIN EN 62656-3         | VDE 0040-8-3                      | 2016-01 | Standardisierte Übertragung und Registrierung von Ontologien für Produkte mittels Tabellen - Teil 3: Schnittstellen für das allgemeine Informationsmodell - (IEC 62656-3:2015); Deutsche Fassung EN 62656-3:2015 |
| DIN EN 62744           | VDE 0040-9                        | 2015-11 | Darstellung von Objektzuständen mittels grafischer Symbole - (IEC 62744:2014); Deutsche Fassung EN 62744:2015 |
| DIN EN 62321-1         | VDE 0042-1-1                      | 2014-02 | Verfahren zur Bestimmung von bestimmten Substanzen in Produkten der Elektrotechnik - Teil 1: Einleitung und Übersicht - (IEC 62321-1:2013); Deutsche Fassung EN 62321-1:2013 |
| DIN EN 62321-2         | VDE 0042-1-2                      | 2014-09 | Verfahren zur Bestimmung von bestimmten Substanzen in Produkten der Elektrotechnik - Teil 2: Demontage, Zerlegung und mechanische Probenvorbereitung - (IEC 62321-2:2013); Deutsche Fassung EN 62321-2:2014 |
| DIN EN 62321-3-1       | VDE 0042-1-3-1                    | 2014-10 | Verfahren zur Bestimmung von bestimmten Substanzen in Produkten der Elektrotechnik - Teil 3-1: Screening – Blei, Quecksilber, Cadmium, Gesamtchrom und Gesamtbrom durch Röntgenfluoreszenz-Spektrometrie - (IEC 62321-3-1:2013); Deutsche Fassung EN 62321-3-1:2014                                                                                                 |
| DIN EN 62321-3-2       | VDE 0042-1-3-2                    | 2014-10 | Verfahren zur Bestimmung von bestimmten Substanzen in Produkten der Elektrotechnik - Teil 3-2: Screening – Gesamtbrom in Polymeren und Elektronik durch Verbrennungsaufschluss – Ionen-Chromatographie - (IEC 62321-3-2:2013); Deutsche Fassung EN 62321-3-2:2014                                                                                                   |
| DIN EN 62321-4         | VDE 0042-1-4                      | 2014-10 | Verfahren zur Bestimmung von bestimmten Substanzen in Produkten der Elektrotechnik - Teil 4: Quecksilber in Polymeren, Metallen und Elektronik mit CV-AAS, CV-AFS, ICP-OES und ICP-MS - (IEC 62321-4:2013); Deutsche Fassung EN 62321-4:2014 |
| DIN EN 62321-5         | VDE 0042-1-5                      | 2014-10 | Verfahren zur Bestimmung von bestimmten Substanzen in Produkten der Elektrotechnik - Teil 5: Cadmium, Blei und Chrom in Polymeren und Elektronik und Cadmium und Blei in Metallen mit AAS, AFS, ICP-OES und ICP-MS - (IEC 62321-5:2013); Deutsche Fassung EN 62321-5:2014                                                                                           |
| DIN EN 62321-6         | VDE 0042-1-6                      | 2016-05 | Verfahren zur Bestimmung von bestimmten Substanzen in Produkten der Elektrotechnik - Teil 6: Polybromierte Biphenyl- und Diphenylether in Polymeren durch Gaschromatographie-Massenspektrometrie (GC-MS) - (IEC 62321-6:2015); Deutsche Fassung EN 62321-6:2015 |
| DIN EN 62430           | VDE 0042-2                        | 2010-02 | Umweltbewusstes Gestalten von elektrischen und elektronischen Produkten - (IEC 62430:2009); Deutsche Fassung EN 62430:2009 |
| DIN EN 62474           | VDE 0042-4                        | 2013-05 | Materialdeklaration für Produkte der elektrotechnischen Industrie und für die elektrotechnische Industrie - (IEC 62474:2012); Deutsche Fassung EN 62474:2012 |
| DIN EN 50419           | VDE 0042-10                       | 2006-06 | Kennzeichnung von Elektro- und Elektronikgeräten entsprechend Artikel 11(2) der Richtlinie 2002/96/EG (WEEE); - Deutsche Fassung EN 50419:2006 |
| DIN EN 50574           | VDE 0042-11                       | 2013-06 | Anforderungen an die Sammlung, Logistik und Behandlung von Altgeräten aus dem Haushalt, die flüchtige Fluorkohlenwasserstoffe oder flüchtige Kohlenwasserstoffe enthalten; - Deutsche Fassung EN 50574:2012 + AC:2012 |
| DIN EN 50574           | VDE 0042-11 Berichtigung 1        | 2015-07 | Berichtigung zu DIN EN 50574 (VDE 0042-11):2013-06; Deutsche Fassung EN 50574-1:2012/AC:2014-12 |
| DIN CLC/TS 50574-2     | VDE V 0042-11-2                   | 2015-04 | Anforderungen an die Sammlung, Logistik und Behandlung von Altgeräten aus dem Haushalt, die flüchtige Fluorkohlenwasserstoffe oder flüchtige Kohlenwasserstoffe enthalten - Teil 2: Spezifikation zur Schadstoffentfrachtung; - Deutsche Fassung CLC/TS 50574-2:2014                                                                                                |
| DIN EN 50581           | VDE 0042-12                       | 2013-02 | Technische Dokumentation zur Beurteilung von Elektro- und Elektronikgeräten hinsichtlich der Beschränkung gefährlicher Stoffe; - Deutsche Fassung EN 50581:2012 |
| DIN EN 50625-1         | VDE 0042-13-1                     | 2014-09 | Sammlung, Logistik und Behandlung von Elektro- und Elektronik-Altgeräten (WEEE) - Teil 1: Allgemeine Anforderungen an die Behandlung; - Deutsche Fassung EN 50625-1:2014 |
| DIN EN 50625-2-1       | VDE 0042-13-21                    | 2015-04 | Anforderungen an die Behandlung von Elektro- und Elektronik-Altgeräten (WEEE) - Teil 2-1: Anforderungen an die Behandlung von Lampen; - Deutsche Fassung EN 50625-2-1:2014 |
| DIN EN 50625-2-2       | VDE 0042-13-22                    | 2016-01 | Sammlung, Logistik und Behandlung von Elektro- und Elektronik-Altgeräten (WEEE) - Teil 2-2: Anforderungen an die Behandlung von WEEE, die Röhrenbildschirme und Flachbildschirmmodule enthalten; - Deutsche Fassung EN 50625-2-2:2015 |
| DIN CLC/TS 50625-3-1   | VDE V 0042-13-31                  | 2016-04 | Sammlung, Logistik und Behandlung von Elektro- und Elektronik-Altgeräten (WEEE) - Teil 3-1: Spezifikation der Schadstoffentfrachtung – Allgemeines; - Deutsche Fassung CLC/TS 50625-3-1:2015 |
| DIN EN 62554           | VDE 0042-20                       | 2012-10 | Vorbereitung des Prüfmusters zur Messung des Quecksilbergehalts in Leuchtstofflampen - (IEC 62554:2011); Deutsche Fassung EN 62554:2011 |
| DIN EN 62309           | VDE 0050                          | 2005-02 | Zuverlässigkeit von Produkten mit wieder verwendeten Teilen - Anforderungen an Funktionalität und Prüfungen - (IEC 62309:2004); Deutsche Fassung EN 62309:2004 |
| DIN EN 31010           | VDE 0050-1                        | 2010-11 | Risikomanagement - Verfahren zur Risikobeurteilung - (IEC/ISO 31010:2009); Deutsche Fassung EN 31010:2010 |
| DIN EN 62508           | VDE 0050-2                        | 2011-05 | Leitlinien zu den menschlichen Aspekten der Zuverlässigkeit - (IEC 62508:2010); Deutsche Fassung EN 62508:2010 |
| DIN EN 62502           | VDE 0050-3                        | 2011-06 | Verfahren zur Analyse der Zuverlässigkeit - Ereignisbaumanalyse (ETA) - (IEC 62502:2010); Deutsche Fassung EN 62502:2010 |
| DIN EN 62551           | VDE 0050-4                        | 2013-08 | Analysemethoden für Zuverlässigkeit - Petrinetze - (IEC 62551:2012); Deutsche Fassung EN 62551:2012 |
| DIN EN 60300-3-11      | VDE 0050-5                        | 2010-05 | Zuverlässigkeitsmanagement - Teil 3-11: Anwendungsleitfaden – Auf die Funktionsfähigkeit bezogene Instandhaltung - (IEC 60300-3-11:2009); Deutsche Fassung EN 60300-3-11:2009 |
| DIN EN 62198           | VDE 0050-6                        | 2014-08 | Risikomanagement für Projekte - Anwendungsleitfaden - (IEC 62198:2013); Deutsche Fassung EN 62198:2014 |
|                        | VDE-AR-E 2055-1 Anwendungsregel   | 2009-10 | Berechnung der Steigerung der elektrischen Energieeffizienz durch den Einsatz von elektrischen Energiereglern nach dem Prinzip der Spannungsabsenkung |
| DIN 31000              | VDE 1000                          | 2011-05 | Allgemeine Leitsätze für das sicherheitsgerechte Gestalten von Produkten |
| DIN VDE 1000-10        | VDE 1000-10                       | 2009-01 | Anforderungen an die im Bereich der Elektrotechnik tätigen Personen |
| DIN 57100              | VDE 0100 Beiblatt 1               | 1982-11 | Errichten von Starkstromanlagen mit Nennspannungen bis 1000 V - Entwicklungsgang der Errichtungsbestimmungen |
| DIN VDE 0100           | VDE 0100 Beiblatt 2               | 2001-05 | Errichten von Niederspannungsanlagen - Verzeichnis der einschlägigen Normen und Übergangsfestlegungen |
| DIN 57100              | VDE 0100 Beiblatt 3               | 1983-03 | Errichten von Starkstromanlagen mit Nennspannungen bis 1000 V - Struktur der Normenreihe |
| DIN VDE 0100           | VDE 0100 Beiblatt 5               | 2017-10 | Errichten von Niederspannungsanlagen - Maximal zulässige Längen von Kabeln und Leitungen unter Berücksichtigung des Fehlerschutzes, des Schutzes bei Kurzschluss und des Spannungsfalls |
| DIN VDE 0100-100       | VDE 0100-100                      | 2009-06 | Errichten von Niederspannungsanlagen - Teil 1: Allgemeine Grundsätze, Bestimmungen allgemeiner Merkmale, Begriffe - (IEC 60364-1:2005, modifiziert); Deutsche Übernahme HD 60364-1:2008 |
| DIN VDE 0100-200       | VDE 0100-200                      | 2006-06 | Errichten von Niederspannungsanlagen - Teil 200: Begriffe - (IEC 60050-826:2004, modifiziert) |
| DIN VDE 0100-410       | VDE 0100-410                      | 2018-10 | Errichten von Niederspannungsanlagen - Teil 4-41: Schutzmaßnahmen - Schutz gegen elektrischen Schlag - (IEC 60364-441:2005, modifiziert + A1, modifiziert); Deutsche Übernahme HD 60364-4-41:2017 + A11 |
| DIN VDE 0100-420       | VDE 0100-420                      | 2016-02 | Errichten von Niederspannungsanlagen - Teil 4-42: Schutzmaßnahmen – Schutz gegen thermische Auswirkungen - (IEC 60364-442:2010, modifiziert + A1:2014); Deutsche Übernahme HD 60364-4-42:2011 + A1:2015 |
| DIN VDE 0100-430       | VDE 0100-430                      | 2010-10 | Errichten von Niederspannungsanlagen - Teil 4-43: Schutzmaßnahmen – Schutz bei Überstrom - (IEC 60364-4-43:2008, modifiziert + Corrigendum Okt. 2008); Deutsche Übernahme HD 60364-4-43:2010 |
| DIN VDE 0100-442       | VDE 0100-442                      | 2013-06 | Errichten von Niederspannungsanlagen - Teil 4-442: Schutzmaßnahmen – Schutz von Niederspannungsanlagen bei vorübergehenden Überspannungen infolge von Erdschlüssen im Hochspannungsnetz und bei Fehlern im Niederspannungsnetz - (IEC 60364-4-44:2007 (Abschnitt 442), modifiziert); Deutsche Übernahme HD 60364-4-442:2012                                         |
| DIN VDE 0100-443       | VDE 0100-443                      | 2007-06 | Errichten von Niederspannungsanlagen - Teil 4-44: Schutzmaßnahmen - Schutz bei Störspannungen und elektromagnetischen Störgrößen - Abschnitt 443: Schutz bei Überspannungen infolge atmosphärischer Einflüsse oder von Schaltvorgängen - (IEC 60364-4-44:2001 + A1:2003, modifiziert); Deutsche Übernahme HD 60364-4-443:2006                                       |
| DIN VDE 0100-444       | VDE 0100-444                      | 2010-10 | Errichten von Niederspannungsanlagen - Teil 4-444: Schutzmaßnahmen – Schutz bei Störspannungen und elektromagnetischen Störgrößen - (IEC 60364-4-44:2007 (Abschnitt 444), modifiziert); Deutsche Übernahme HD 60364-4-444:2010 + Cor.:2010 |
| DIN VDE 0100-450       | VDE 0100-450                      | 1990-03 | Errichten von Starkstromanlagen mit Nennspannungen bis 1000 V - Schutzmaßnahmen; Schutz gegen Unterspannung |
| DIN VDE 0100-460       | VDE 0100-460                      | 2002-08 | Errichten von Niederspannungsanlagen - Schutzmaßnahmen - Trennen und Schalten (IEC 60364-4-46:1981, mod.); Deutsche Fassung HD 384.4.46 S2:2001 |
| DIN VDE 0100-510       | VDE 0100-510                      | 2014-10 | Errichten von Niederspannungsanlagen - Teil 5-51: Auswahl und Errichtung elektrischer Betriebsmittel – Allgemeine Bestimmungen (IEC 60364-5-51:2005, modifiziert); Deutsche Übernahme HD 60364-5-51:2009 + A11:2013 |
| DIN VDE 0100-520       | VDE 0100-520 Beiblatt 1           | 2008-10 | Leitfaden für elektrische Anlagen - Auswahl und Errichtung elektrischer Betriebsmittel – Kabel- und Leitungsanlagen – Begrenzung des Temperaturanstiegs bei Schnittstellenanschlüssen; Deutsche Fassung CLC/TR 50479:2007 |
| DIN VDE 0100-520       | VDE 0100-520 Beiblatt 2           | 2023-10 | Errichten von Niederspannungsanlagen – Auswahl und Errichtung elektrischer Betriebsmittel - Teil 520: Kabel- und Leitungsanlagen – Beiblatt 2: Schutz bei Überlast, Auswahl von Überstrom-Schutzeinrichtungen, maximal zulässige Kabel- und Leitungslängen zur Einhaltung des zulässigen Spannungsfalls und der Abschaltzeiten zum Schutz gegen elektrischen Schlag |
| DIN VDE 0100-520       | VDE 0100-520 Beiblatt 3           | 2012-10 | Errichten von Niederspannungsanlagen – Auswahl und Errichtung elektrischer Betriebsmittel - Teil 520: Kabel- und Leitungsanlagen – Beiblatt 3: Strombelastbarkeit von Kabeln und Leitungen in 3-phasigen Verteilungsstromkreisen bei Lastströmen mit Oberschwingungsanteilen                                                                                        |
| DIN VDE 0100-520       | VDE 0100-520                      | 2023-06 | Errichten von Niederspannungsanlagen - Teil 5-52: Auswahl und Errichtung elektrischer Betriebsmittel – Kabel- und Leitungsanlagen - (IEC 60364-5-52:2009, modifiziert + Corrigendum Feb. 2011); Deutsche Übernahme HD 60364-5-52:2011 |
| DIN VDE 0100-530       | VDE 0100-530                      | 2018-06 | Errichten von Niederspannungsanlagen - Teil 530: Auswahl und Errichtung elektrischer Betriebsmittel – Schalt- und Steuergeräte |
| DIN VDE 0100-534       | VDE 0100-534                      | 2009-02 | Errichten von Niederspannungsanlagen - Teil 5-53: Auswahl und Errichtung elektrischer Betriebsmittel – Trennen, Schalten und Steuern – Abschnitt 534: Überspannung-Schutzeinrichtungen (ÜSE) - (IEC 60364-5-53:2001/A1:2002 (Hauptabschnitt 534), modifiziert); Deutsche Übernahme HD 60364-5-534:2008                                                              |
| DIN VDE 0100-540       | VDE 0100-540                      | 2012-06 | Errichten von Niederspannungsanlagen - Teil 5-54: Auswahl und Errichtung elektrischer Betriebsmittel – Erdungsanlagen und Schutzleiter - (IEC 60364-5-54:2011); Deutsche Übernahme HD 60364-5-54:2011 |
| DIN VDE 0100-550       | VDE 0100-550                      | 1988-04 | Errichten von Starkstromanlagen mit Nennspannungen bis 1000 V - Auswahl und Errichtung elektrischer Betriebsmittel - Steckvorrichtungen, Schalter und Installationsgeräte |
| DIN VDE 0100-551       | VDE 0100-551                      | 2011-06 | Errichten von Niederspannungsanlagen - Teil 5-55: Auswahl und Errichtung elektrischer Betriebsmittel – Andere Betriebsmittel – Abschnitt 551: Niederspannungsstromerzeugungseinrichtungen - (IEC 60364-5-55:2001/A2:2008 (Abschnitt 551)); Deutsche Übernahme HD 60364-5-551:2010 + Cor.:2010                                                                       |
| DIN VDE 0100-557       | VDE 0100-557                      | 2014-10 | Errichten von Niederspannungsanlagen - Teil 5-557: Auswahl und Errichtung elektrischer Betriebsmittel – Hilfsstromkreise - (IEC60364-5-55:2011/A1:2012 (Abschnitt 557)); Deutsche Übernahme HD 60364-5-557:2013 |
| DIN VDE 0100-559       | VDE 0100-559                      | 2014-02 | Errichten von Niederspannungsanlagen - Teil 5-559: Auswahl und Errichtung elektrischer Betriebsmittel – Leuchten und Beleuchtungsanlagen - (IEC 60364-5-55:2011 (Abschnitt 559), modifiziert); Deutsche Übernahme HD 60364-5-559:2012 |
| DIN VDE 0100-560       | VDE 0100-560                      | 2013-10 | Errichten von Niederspannungsanlagen - Teil 5-56: Auswahl und Errichtung elektrischer Betriebsmittel – Einrichtungen für Sicherheitszwecke - (IEC 60364-5-56:2009, modifiziert); Deutsche Übernahme HD 60364-5-56:2010 + A1:2011 |
| DIN VDE 0100-600       | VDE 0100-600                      | 2017-06 | Errichten von Niederspannungsanlagen - Teil 6: Prüfungen - (IEC 60364-6:2006, modifiziert); Deutsche Übernahme HD 603646:2007 |
| DIN VDE 0100-701       | VDE 0100-701                      | 2008-10 | Errichten von Niederspannungsanlagen - Teil 7-701: Anforderungen für Betriebsstätten, Räume und Anlagen besonderer Art – Räume mit Badewanne oder Dusche - (IEC 60364-7-701:2006, modifiziert); Deutsche Übernahme HD 60364-7-701:2007 |
| DIN VDE 0100-702       | VDE 0100-702                      | 2012-03 | Errichten von Niederspannungsanlagen - Teil 7-702: Anforderungen für Betriebsstätten, Räume und Anlagen besonderer Art – Becken von Schwimmbädern, begehbare Wasserbecken und Springbrunnen |
| DIN VDE 0100-703       | VDE 0100-703                      | 2006-02 | Errichten von Niederspannungsanlagen - Teil 7-703: Anforderungen für Betriebsstätten, Räume und Anlagen besonderer Art - Räume und Kabinen mit Saunaheizungen - (IEC 60364-7-703:2004); Deutsche Übernahme HD 60364-7-703:2005 |
| DIN VDE 0100-704       | VDE 0100-704                      | 2007-10 | Errichten von Niederspannungsanlagen - Teil 7-704: Anforderungen für Betriebsstätten, Räume und Anlagen besonderer Art - Baustellen - (IEC 60364-7-704:2005, modifiziert); Deutsche Übernahme HD 60364-7-704:2007 + Cor. 1:2007 |
| DIN VDE 0100-705       | VDE 0100-705                      | 2007-10 | Errichten von Niederspannungsanlagen - Teil 7-705: Anforderungen für Betriebsstätten, Räume und Anlagen besonderer Art - Elektrische Anlagen von landwirtschaftlichen und gartenbaulichen Betriebsstätten - (IEC 60364-7-705:2006, modifiziert); Deutsche Übernahme HD 60364-7-705:2007 + Corrigendum 1:2007                                                        |
| DIN VDE 0100-706       | VDE 0100-706                      | 2007-10 | Errichten von Niederspannungsanlagen - Teil 7-706: Anforderungen für Betriebsstätten, Räume und Anlagen besonderer Art - Leitfähige Bereiche mit begrenzter Bewegungsfreiheit - (IEC 60364-7-706:2005, modifiziert); Deutsche Übernahme HD 60364-7706:2007 |
| DIN VDE 0100-708       | VDE 0100-708                      | 2010-02 | Errichten von Niederspannungsanlagen - Teil 7-708: Anforderungen für Betriebsstätten, Räume und Anlagen besonderer Art – Caravanplätze, Campingplätze und ähnliche Bereiche - (IEC 60364-7-708:2007, modifiziert); Deutsche Übernahme HD 60364-7708:2009 |
| DIN VDE 0100-709       | VDE 0100-709                      | 2013-10 | Errichten von Niederspannungsanlagen - Teil 7-709: Anforderungen für Betriebsstätten, Räume und Anlagen besonderer Art – Marinas und ähnliche Bereiche - (IEC 60364-7-709:2007, modifiziert + A1:2012); Deutsche Übernahme HD 60364-7-709:2009 + Cor.:2010 + A1:2012 + HD 60364-7-709:2009/A1:2012/AC:2012                                                          |
| DIN VDE 0100-710       | VDE 0100-710 Beiblatt 1           | 2014-06 | Errichten von Niederspannungsanlagen - Teil 7-710: Anforderungen für Betriebsstätten, Räume und Anlagen besonderer Art - Medizinischgenutzte Bereiche; Beiblatt 1: Erläuterungen zur Anwendung der normativen Anforderungen aus DIN VDE 0100-710 (VDE 0100-710):2012-10                                                                                             |
| DIN VDE 0100-710       | VDE 0100-710                      | 2012-10 | Errichten von Niederspannungsanlagen - Teil 7-710: Anforderungen für Betriebsstätten, Räume und Anlagen besonderer Art – Medizinisch genutzte Bereiche - (IEC 60364-7-710:2002, modifiziert); Deutsche Übernahme HD 60364-7-710:2012 |
| DIN VDE 0100-711       | VDE 0100-711                      | 2003-11 | Errichten von Niederspannungsanlagen - Anforderungen für Betriebsstätten, Räume und Anlagen besonderer Art -Teil 711: Ausstellungen, Shows und Stände - (IEC 60364-7-711:1998, modifiziert); Deutsche Fassung HD 384.7.711 S1:2003 |
| DIN VDE 0100-711       | VDE 0100-711 Berichtigung         | 2020-12 | Errichten von Niederspannungsanlagen – Teil 7-711: Anforderungen für Betriebsstätten, Räume und Anlagen besonderer Art – Ausstellungen, Shows und Stände (IEC 60364-7-711:2018); Deutsche Übernahme HD 60364-7-711:2019; Berichtigung 1 |
| DIN VDE 0100-712       | VDE 0100-712                      | 2006-06 | Errichten von Niederspannungsanlagen - Teil 7-712: Anforderungen für Betriebsstätten, Räume und Anlagen besonderer Art - Solar-Photovoltaik-(PV)-Stromversorgungssysteme - (IEC 60364-7-712:2002, modifiziert); Deutsche Übernahme HD 60364-7712:2005 + Corrigendum:2006                                                                                            |
|                        | VDE-AR-E 2100-712 Anwendungsregel | 2013-05 | Maßnahmen für den DC-Bereich einer Photovoltaikanlage zum Einhalten der elektrischen Sicherheit im Falle einer Brandbekämpfung oder einer technischen Hilfeleistung |
| DIN VDE 0100-713       | VDE 0100-713                      | 2017-10 | Errichten von Niederspannungsanlagen – Teil 7-713: Anforderungen für Betriebsstätten, Räume und Anlagen besonderer Art – Möbel und ähnliche Einrichtungsgegenstände |
| DIN VDE 0100-714       | VDE 0100-714                      | 2014-02 | Errichten von Niederspannungsanlagen - Teil 7-714: Anforderungen für Betriebsstätten, Räume und Anlagen besonderer Art – Beleuchtungsanlagen im Freien - (IEC 60364-7-714:2011); Deutsche Übernahme HD 60364-7-714:2012 |
| DIN VDE 0100-715       | VDE 0100-715                      | 2014-02 | Errichten von Niederspannungsanlagen - Teil 7-715: Anforderungen für Betriebsstätten, Räume und Anlagen besonderer Art – Kleinspannungsbeleuchtungsanlagen - (IEC 60364-7-715:2011, modifiziert); Deutsche Übernahme HD 60364-7-715:2012 |
| DIN VDE 0100-716       | VDE 0100-716                      | 2024-02 | Errichten von Niederspannungsanlagen – Teil 7-716: Anforderungen für Betriebsstätten, Räume und Anlagen besonderer Art – Gleichstrom-Kleinspannungs-Energieverteilung über Informations- und Kommunikationskabel und Leitungen (ICT) (IEC 60364-7-716:2023); Deutsche Übernahme HD 60364-7-716:202                                                                  |
| DIN VDE 0100-717       | VDE 0100-717                      | 2010-10 | Errichten von Niederspannungsanlagen - Teil 7-717: Anforderungen für Betriebsstätten, Räume und Anlagen besonderer Art – Ortsveränderliche oder transportable Baueinheiten - (IEC 60364-7-717:2009, modifiziert); Deutsche Übernahme HD 60364-7717:2010 |
| DIN VDE 0100-718       | VDE 0100-718 Beiblatt 1           | 2016-06 | Errichten von Niederspannungsanlagen - Teil 7-718: Anforderungen für Betriebsstätten, Räume und Anlagen besonderer Art – Öffentliche Einrichtungen und Arbeitsstätten; Beiblatt 1: Erläuterungen zur Anwendung der normativen Anforderungen aus DIN VDE 0100-718 (VDE 0100-718):2014-06                                                                             |
| DIN VDE 0100-718       | VDE 0100-718                      | 2014-06 | Errichten von Niederspannungsanlagen - Teil 7-718: Anforderungen für Betriebsstätten, Räume und Anlagen besonderer Art – Öffentliche Einrichtungen und Arbeitsstätten - (IEC 60364-7-718:2011); Deutsche Übernahme HD 60364-7-718:2013 |
| DIN VDE 0100-721       | VDE 0100-721                      | 2010-02 | Errichten von Niederspannungsanlagen - Teil 7-721: Anforderungen für Betriebsstätten, Räume und Anlagen besonderer Art – Elektrische Anlagen von Caravans und Motorcaravans - (IEC 60364-7-721:2007, modifiziert); Deutsche Übernahme HD 60364-7721:2009 |
| DIN VDE 0100-722       | VDE 0100-722                      | 2012-10 | Errichten von Niederspannungsanlagen - Teil 7-722: Anforderungen für Betriebsstätten, Räume und Anlagen besonderer Art – Stromversorgung von Elektrofahrzeugen; Deutsche Übernahme HD 60364-7-722:2012 |
| DIN VDE 0100-723       | VDE 0100-723                      | 2005-06 | Errichten von Niederspannungsanlagen - Anforderungen für Betriebsstätten, Räume und Anlagen besonderer Art -Teil 723: Unterrichtsräume mit Experimentiereinrichtungen |
| DIN VDE 0100-729       | VDE 0100-729                      | 2010-02 | Errichten von Niederspannungsanlagen - Teil 7-729: Anforderungen für Betriebsstätten, Räume und Anlagen besonderer Art – Bedienungsgänge und Wartungsgänge - (IEC 60364-7-729:2007, modifiziert); Deutsche Übernahme HD 60364-7-729:2009 |
| DIN VDE 0100-730       | VDE 0100-730                      | 2016-06 | Errichten von Niederspannungsanlagen - Teil 7-730: Anforderungen für Betriebsstätten, Räume und Anlagen besonderer Art – Elektrischer Landanschluss für Fahrzeuge der Binnenschifffahrt; Deutsche Übernahme HD 60364-7-730:2015 |
| DIN VDE 0100-731       | VDE 0100-731                      | 2014-10 | Errichten von Niederspannungsanlagen - Teil 7-731: Anforderungen für Betriebsstätten, Räume und Anlagen besonderer Art – Abgeschlossene elektrische Betriebsstätten |
| DIN VDE 0100-737       | VDE 0100-737                      | 2002-01 | Errichten von Niederspannungsanlagen - Feuchte und nasse Bereiche und Räume und Anlagen im Freien |
| DIN VDE 0100-740       | VDE 0100-740                      | 2007-10 | Errichten von Niederspannungsanlagen - Teil 7-740: Anforderungen für Betriebsstätten, Räume und Anlagen besonderer Art - Vorübergehend errichtete elektrische Anlagen für Aufbauten, Vergnügungseinrichtungen und Buden auf Kirmesplätzen, Vergnügungsparks und für Zirkusse - (IEC 60364-7-740:2000, modifiziert); Deutsche Übernahme HD 60364-7-740:2006          |
| DIN VDE 0100-753       | VDE 0100-753                      | 2015-10 | Errichten von Niederspannungsanlagen - Teil 7-753: Anforderungen für Betriebsstätten, Räume und Anlagen besonderer Art – Heizleitungen und umschlossene Heizsysteme - (IEC 60364-7-753:2014); Deutsche Übernahme HD 60364-7-753:2014 + |
| DIN VDE 0100-801       | VDE 0100-801                      | 2015-10 | Errichten von Niederspannungsanlagen - Teil 8-1: Energieeffizienz - (IEC 60364-8-1:2014, modifiziert); Deutsche Übernahme HD 60364-8-1:2015 |
| DIN VDE 0100-802       | VDE 0100-802                      | 2021-10 | Errichten von Niederspannungsanlagen – Teil 8-2: Kombinierte Erzeugungs-/Verbrauchsanlagen(IEC 60364-8-2:2018); Deutsche Übernahme HD 60364-8-2:2018+A11:2019 |
|                        | VDE-AR-N 4101 Anwendungsregel     | 2015-09 | Anforderungen an Zählerplätze in elektrischen Anlagen im Niederspannungsnetz |
| DIN EN 61936-1         | VDE 0101-1                        | 2014-12 | Starkstromanlagen mit Nennwechselspannungen über 1 kV - Teil 1: Allgemeine Bestimmungen - (IEC 61936-1:2010, modifiziert + Cor.:2011 +A1:2014); Deutsche Fassung EN 61936-1:2010 + AC:2011 + AC:2013 + A1:2014 |
| DIN EN 50522           | VDE 0101-2                        | 2011-11 | Erdung von Starkstromanlagen mit Nennwechselspannungen über 1 kV; Deutsche Fassung EN 50522:2010 |
| DIN EN 61970-301       | VDE 0101-970-301                  | 2014-11 | Schnittstelle für Anwendungsprogramme für Netzführungssysteme (EMS-API) - Teil 301: Allgemeines Informationsmodell (CIM) - (IEC 61970-301:2013); Englische Fassung EN 61970-301:2014 |
| DIN EN 60909-0         | VDE 0102 Beiblatt 1               | 2002-11 | Kurzschlussströme in Drehstromnetzen - Beispiele für die Berechnung von Kurzschlussströmen - (IEC/TR 60909-4:2000) |
| DIN EN 60909-0         | VDE 0102 Beiblatt 3               | 2003-07 | Kurzschlussströme in Drehstromnetzen - Faktoren für die Berechnung von Kurzschlussströmen nach IEC 60909-0 - (IEC TR 60909-1:2002) |
| DIN EN 60909-0         | VDE 0102 Beiblatt 4               | 2009-08 | Kurzschlussströme in Drehstromnetzen - Daten elektrischer Betriebsmittel für die Berechnung von Kurzschlussströmen - (IEC/TR 60909-2:2008) |
| DIN EN 60909-0         | VDE 0102                          | 2002-07 | Kurzschlußströme in Drehstromnetzen - Berechnung der Ströme - (IEC 60909-0:2001); Deutsche Fassung EN 60909-0:2001 |
|                        | VDE-AR-N 4102 Anwendungsregel     | 2012-04 | Anschlussschränke im Freien am Niederspannungsnetz der allgemeinen Versorgung - Technische Anschlussbedingungen für den Anschluss von ortsfesten Schalt- und Steuerschränken, Zähleranschlusssäulen, Telekommunikationsanlagen und Ladestationen für Elektrofahrzeuge                                                                                               |
| DIN EN 60909-3         | VDE 0102-3                        | 2010-08 | Kurzschlussströme in Drehstromnetzen - Teil 3: Ströme bei Doppelerdkurzschluss und Teilkurzschlussströme über Erde - (IEC 60909-3:2009); Deutsche Fassung EN 60909-3:2010 |
| DIN EN 60909-3         | VDE 0102-3 Berichtigung 1         | 2014-02 | Berichtigung zu DIN EN 60909-3 (VDE 0102-3):2010-08; (IEC-Cor.:2013 zu IEC 60909-3:2009) |
| DIN EN 61660-1         | VDE 0102-10 Beiblatt 1            | 2002-11 | Kurzschlussströme - Kurzschlussströme in Gleichstrom-Eigenbedarfsanlagen von Kraftwerken und Schaltanlagen - Berechnungsbeispiele (für Kurzschlussströme und Kräfte) - (IEC/TR 61660-3:2000) |
| DIN EN 61660-1         | VDE 0102-10                       | 1998-06 | Kurzschlußströme - Kurzschlußströme in Gleichstrom-Eigenbedarfsanlagen in Kraftwerken und Schaltanlagen - Berechnung der Kurzschlußströme - (IEC 61660-1:1997); Deutsche Fassung EN 61660-1:1997 |
| DIN EN 61660-1         | VDE 0102-10 Berichtigung 1        | 2010-04 | Berichtigung zu DIN EN 61660-1 (VDE 0102-10):1998-06; (IEC-Cor.:2000 zu IEC 61660-1:1997) |
| DIN EN 60865-1         | VDE 0103 Beiblatt 1               | 1996-06 | Kurzschlußströme; Berechnung der Wirkung - Begriffe und Berechnungsverfahren; Beispiele für die Berechnung |
| DIN EN 60865-1         | VDE 0103                          | 2012-09 | Kurzschlussströme – Berechnung der Wirkung - Teil 1: Begriffe und Berechnungsverfahren - (IEC 60865-1:2011); Deutsche Fassung EN 60865-1:2012 |
| DIN EN 61660-2         | VDE 0103-10                       | 1998-05 | Kurzschlußströme - Kurzschlußströme in Gleichstrom-Eigenbedarfsanlagen von Kraftwerken und Schaltanlagen - Berechnung der Wirkungen - (IEC 61660-2:1997); Deutsche Fassung EN 61660-2:1997 |
| DIN EN 61660-2         | VDE 0103-10 Berichtigung 1        | 2004-07 | Berichtigungen zu DIN EN 61660-2 (VDE 0103 Teil 10):1998-05 |
| DIN EN 50191           | VDE 0104                          | 2011-10 | Errichten und Betreiben elektrischer Prüfanlagen; - Deutsche Fassung EN 50191:2010 |
|                        | VDE-AR-N 4105 Anwendungsregel     | 2011-08 | Erzeugungsanlagen am Niederspannungsnetz - Technische Mindestanforderungen für Anschluss und Parallelbetrieb von Erzeugungsanlagen am Niederspannungsnetz |
| DIN EN 50110-1         | VDE 0105-1                        | 2014-02 | Betrieb von elektrischen Anlagen -Teil 1: Allgemeine Anforderungen; - Deutsche Fassung EN 50110-1:2013 |
| DIN EN 50110-2         | VDE 0105-2                        | 2011-02 | Betrieb von elektrischen Anlagen - Teil 2: Nationale Anhänge; - Deutsche Fassung EN 50110-2:2010 |
| DIN VDE 0105-5         | VDE 0105-5                        | 1990-10 | Betrieb von Starkstromanlagen - Zusatzfestlegungen für Elektrofischereianlagen |
| DIN VDE 0105-7         | VDE 0105-7                        | 2011-10 | Betrieb von elektrischen Anlagen - Zusatzfestlegungen für Bereiche, die durch Stoffe mit explosiven Eigenschaften gefährdet sind |
| DIN VDE 0105-100       | VDE 0105-100                      | 2015-10 | Betrieb von elektrischen Anlagen -Teil 100: Allgemeine Festlegungen |
| DIN VDE 0105-103       | VDE 0105-103                      | 2014-10 | Betrieb von elektrischen Anlagen - Teil 103: Zusatzfestlegungen für Bahnen |
| DIN VDE 0105-111       | VDE 0105-111                      | 2000-09 | Betrieb von elektrischen Anlagen - Besondere Festlegungen für den Bergbau unter Tage |
| DIN VDE 0105-112       | VDE 0105-112                      | 2008-06 | Betrieb von elektrischen Anlagen - Teil 112: Besondere Festlegungen für das Experimentieren mit elektrischer Energie in Unterrichtsräumen oder in dafür vorgesehenen Bereichen |
| DIN VDE 0105-115       | VDE 0105-115                      | 2006-02 | Betrieb von elektrischen Anlagen - Besondere Festlegungen für landwirtschaftliche Betriebsstätten |
| DIN EN 60990           | VDE 0106-102                      | 2000-10 | Verfahren zur Messung von Berührungsstrom und Schutzleiterstrom; - (IEC 60990 :1999) Deutsche Fassung EN 60990 :1999 |
| DIN EN 50172           | VDE 0108-100                      | 2005-01 | Sicherheitsbeleuchtungsanlagen; - Deutsche Fassung EN 50172:2004 |
| DIN V VDE V 0108-100   | VDE V 0108-100                    | 2010-08 | Sicherheitsbeleuchtungsanlagen |
| DIN VDE V 0109-1       | VDE V 0109-1                      | 2014-09 | Instandhaltung von Anlagen und Betriebsmitteln in elektrischen Versorgungsnetzen - Teil 1: Systemaspekte und Verfahren |
| DIN VDE V 0109-2       | VDE V 0109-2                      | 2014-09 | Instandhaltung von Anlagen und Betriebsmitteln in elektrischen Versorgungsnetzen - Teil 2: Zustandsfeststellung von Betriebsmitteln/Anlagen |
| DIN EN 60664-1         | VDE 0110-1 Beiblatt 1             | 2012-06 | Isolationskoordination für Niederspannungsbetriebsmittel - Teil 2-1: Anwendungsrichtlinie – Erläuterungen zur Anwendung der Normenreihe IEC 60664, Bemessungsbeispiele und Isolationsprüfungen - (IEC/TR 60664-2-1:2011 + Cor.:2011) |
| DIN EN 60664-1         | VDE 0110-1 Beiblatt 3             | 2003-11 | Isolationskoordination für elektrische Betriebsmittel in Niederspannungsanlagen - Beiblatt 3: Berücksichtigung von Schnittstellen - Anwendungsleitfaden - (IEC TR 60664-2-2:2002) |
| DIN EN 60664-1         | VDE 0110-1                        | 2008-01 | Isolationskoordination für elektrische Betriebsmittel in Niederspannungsanlagen - Teil 1: Grundsätze, Anforderungen und Prüfungen - (IEC 60664-1:2007); Deutsche Fassung EN 60664-1:2007 |
| DIN EN 60664-3         | VDE 0110-3                        | 2010-10 | Isolationskoordination für elektrische Betriebsmittel in Niederspannungsanlagen - Teil 3: Anwendung von Beschichtungen, Eingießen oder Vergießen zum Schutz gegen Verschmutzung - (IEC 60664-3:2003 + A1:2010); Deutsche Fassung EN 606643:2003 + A1:2010 |
| DIN EN 60664-3         | VDE 0110-3 Berichtigung 1         | 2011-03 | Berichtigung zu DIN EN 60664-3 (VDE 0110-3):2010-10; (IEC-Cor.:2010 zu IEC 60664-3:2003/A1:2010-05) |
| DIN EN 60664-4         | VDE 0110-4                        | 2006-06 | Isolationskoordination für elektrische Betriebsmittel in Niederspannungsanlagen - Teil 4: Berücksichtigung von hochfrequenten Spannungsbeanspruchungen - (IEC 60664-4:2005); Deutsche Fassung EN 60664-4:2006 |
| DIN EN 60664-4         | VDE 0110-4 Berichtigung 1         | 2007-02 | Berichtigungen zu DIN EN 60664-4 (VDE 0110-4):2006-06 |
| DIN VDE 0110-20        | VDE 0110-20                       | 1990-08 | Isolationskoordination für elektrische Betriebsmittel in Niederspannungsanlagen - Teilentladungsprüfungen; Anwendungsrichtlinie |
| DIN EN 60071-1         | VDE 0111-1                        | 2010-09 | Isolationskoordination - Teil 1: Begriffe, Grundsätze und Anforderungen - (IEC 60071-1:2006 + A1:2010); Deutsche Fassung EN 60071-1:2006 + A1:2010 |
| DIN EN 60071-2         | VDE 0111-2                        | 1997-09 | Isolationskoordination - Anwendungsrichtlinie - (IEC 60071-2:1996); Deutsche Fassung EN 60071-2:1997 |
| DIN EN 60071-5         | VDE 0111-5                        | 2015-05 | Isolationskoordination - Teil 5: Verfahren für Hochspannungs-Gleichstrom-Stromrichterstationen (HGÜ-Stromrichterstationen) - (IEC 60071-5:2014); Deutsche Fassung EN 60071-5:2015 |
| DIN EN 60204-1         | VDE 0113-1                        | 2019-06 | Sicherheit von Maschinen - Elektrische Ausrüstung von Maschinen - Teil 1: Allgemeine Anforderungen - (IEC 60204-1:2016, modifiziert); Deutsche Fassung EN 60204-1:2018 |
| DIN EN 62745           | VDE 0113-1-1                      | 2017-12 | Sicherheit von Maschinen - Anforderungen für kabellose Steuerungen an Maschinen (IEC 62745:2017); Deutsche Fassung EN 62745:2017 |
| DIN EN 62745/A11       | VDE 0113-1-1/A11                  | 2020-12 | Sicherheit von Maschinen - Anforderungen für kabellose Steuerungen an Maschinen; Deutsche Fassung EN 62745:2017/A11:2020 |
| DIN EN 60204-11        | VDE 0113-11                       | 2019-09 | Sicherheit von Maschinen - Elektrische Ausrüstung von Maschinen - Teil 11: Anforderungen an Ausrüstung für Spannungen über 1 000 V Wechselspannung oder 1 500 V Gleichspannung, aber nicht über 36 kV (IEC 60204-11:2018); Deutsche Fassung EN IEC 60204-11:2019 |
| DIN EN 60204-31        | VDE 0113-31                       | 2014-03 | Sicherheit von Maschinen – Elektrische Ausrüstung von Maschinen - Teil 31: Besondere Sicherheits- und EMV-Anforderungen an Nähmaschinen, Näheinheiten und Nähanlagen - (IEC 60204-31:2013); Deutsche Fassung EN 60204-31:2013 |
| DIN EN 60204-32        | VDE 0113-32                       | 2009-03 | Sicherheit von Maschinen – Elektrische Ausrüstung von Maschinen - Teil 32: Anforderungen für Hebezeuge - (IEC 6020432:2008); Deutsche Fassung EN 60204-32:2008 |
| DIN EN 60204-33        | VDE 0113-33                       | 2011-11 | Sicherheit von Maschinen – Elektrische Ausrüstungen von Maschinen - Teil 33: Anforderungen an Fertigungseinrichtungen für Halbleiter - (IEC 60204-33:2009, modifiziert); Deutsche Fassung EN 60204-33:2011 |
| DIN EN 62061           | VDE 0113-50                       | 2016-05 | Sicherheit von Maschinen - Funktionale Sicherheit sicherheitsbezogener elektrischer, elektronischer und programmierbarer elektronischer Steuerungssysteme - (IEC 62061:2005 + A1:2012 + A2:2015); Deutsche Fassung EN 62061:2005 + Cor.:2010 + A1:2013 + A2:2015 |
| DIN EN 61310-1         | VDE 0113-101                      | 2008-09 | Sicherheit von Maschinen – Anzeigen, Kennzeichen und Bedienen - Teil 1: Anforderungen an sichtbare, hörbare und tastbare Signale - (IEC 61310-1:2007); Deutsche Fassung EN 61310-1:2008 |
| DIN EN 61310-2         | VDE 0113-102                      | 2008-09 | Sicherheit von Maschinen – Anzeigen, Kennzeichen und Bedienen - Teil 2: Anforderungen an die Kennzeichnung - (IEC 613102:2007); Deutsche Fassung EN 61310-2:2008 |
| DIN EN 61310-3         | VDE 0113-103                      | 2008-09 | Sicherheit von Maschinen – Anzeigen, Kennzeichen und Bedienen - Teil 3: Anforderungen an die Anordnung und den Betrieb von Bedienteilen (Stellteilen) - (IEC 61310-3:2007); Deutsche Fassung EN 61310-3:2008 |
| DIN EN 61496-1         | VDE 0113-201                      | 2014-05 | Sicherheit von Maschinen – Berührungslos wirkende Schutzeinrichtungen - Teil 1: Allgemeine Anforderungen und Prüfungen - (IEC 61496-1:2012); Deutsche Fassung EN 61496-1:2013 |
| DIN EN 61496-1         | VDE 0113-201 Berichtigung 1       | 2015-08 | Berichtigung zu DIN EN 61496-1 (VDE 0113-201):2014-05; (IEC-Cor.:2015 zu IEC 61496-1:2012) |
| DIN EN 61496-2         | VDE 0113-202                      | 2014-06 | Sicherheit von Maschinen – Berührungslos wirkende Schutzeinrichtungen - Teil 2: Besondere Anforderungen an Einrichtungen, welche nach dem aktiven opto-elektronischen Prinzip arbeiten - (IEC 61496-2:2013); Deutsche Fassung EN 61496-2:2013 |
| DIN CLC/TS 61496-3     | VDE V 0113-203                    | 2009-08 | Sicherheit von Maschinen – Berührungslos wirkende Schutzeinrichtungen - Teil 3: Besondere Anforderungen an aktive optoelektronische diffuse Reflexion nutzende Schutzeinrichtungen (AOPDDR) - (IEC 61496-3:2008); Deutsche Fassung CLC/TS 61496-3:2008 |
| DIN IEC/TS 61496-4-2   | VDE V 0113-204-2                  | 2015-06 | Sicherheit von Maschinen – Berührungslos wirkende Schutzeinrichtungen - - Teil 4-2: Besondere Anforderungen an Einrichtungen, die bildverarbeitende Schutzeinrichtung (VBPD) verwenden – Zusätzliche Anforderungen bei Verwendung von Testmusterverfahren - (IEC/TS 61496-4-2:2014)                                                                                 |
| DIN CLC/TS 62046       | VDE V 0113-211                    | 2009-04 | Sicherheit von Maschinen - Anwendung von Schutzausrüstungen zur Anwesenheitserkennung von Personen - (IEC/TS 62046:2008); Deutsche Fassung CLC/TS 62046:2008 |
| DIN VDE 0115-1         | VDE 0115-1                        | 2002-06 | Bahnanwendungen - Allgemeine Bau- und Schutzbestimmungen - Zusätzliche Anforderungen |
| DIN EN 50153           | VDE 0115-2                        | 2014-09 | Bahnanwendungen – Fahrzeuge - Schutzmaßnahmen in Bezug auf elektrische Gefahren; - Deutsche Fassung EN 50153:2014 |
| DIN EN 50122-1         | VDE 0115-3                        | 2016-10 | Bahnanwendungen – Ortsfeste Anlagen – Elektrische Sicherheit, Erdung und Rückleitung - Teil 1: Schutzmaßnahmen gegen elektrischen Schlag; Deutsche Fassung EN 50122-1:2011 + A1:2011 + AC:2012 + A2:2016 |
| DIN EN 50122-2         | VDE 0115-4                        | 2011-09 | Bahnanwendungen – Ortsfeste Anlagen – Elektrische Sicherheit, Erdung und Rückleitung - Teil 2: Schutzmaßnahmen gegen Streustromwirkungen durch Gleichstrombahnen; - Deutsche Fassung EN 50122-2:2010 |
| DIN EN 50122-3         | VDE 0115-5                        | 2011-09 | Bahnanwendungen – Ortsfeste Anlagen – Elektrische Sicherheit, Erdung und Rückleitung - Teil 3: Gegenseitige Beeinflussung von Wechselstrom- und Gleichstrombahnen; - Deutsche Fassung EN 50122-3:2010 |
| DIN EN 50215           | VDE 0115-101                      | 2010-07 | Bahnanwendungen – Bahnfahrzeuge - Prüfung von Bahnfahrzeugen nach Fertigstellung und vor Indienststellung; - Deutsche Fassung EN 50215:2009 |
| DIN EN 50163           | VDE 0115-102                      | 2005-07 | Bahnanwendungen - Speisespannungen von Bahnnetzen; - Deutsche Fassung EN 50163:2004 |
| DIN EN 50163           | VDE 0115-102 Berichtigung 1       | 2010-11 | Berichtigung zu DIN EN 50163 (VDE 0115-102):2005-07; Deutsche Fassung CENELEC-Cor.:2010 zu EN 50163:2004 |
| DIN EN 50163           | VDE 0115-102 Berichtigung 2       | 2014-09 | Berichtigung zu DIN EN 50163 (VDE 0115-102):2005-07; Deutsche Fassung EN 50163:2004/AC:2013 |
| DIN EN 50163/A1        | VDE 0115-102/A1                   | 2008-02 | Bahnanwendungen - Speisespannungen von Bahnnetzen; - Deutsche Fassung EN 50163:2004/A1:2007 |
| DIN EN 50126           | VDE 0115-103                      | 2000-03 | Bahnanwendungen - Spezifikation und Nachweis der Zuverlässigkeit, Verfügbarkeit, Instandhaltbarkeit und Sicherheit (RAMS); - Deutsche Fassung EN 50126:1999 |
| DIN EN 50126           | VDE 0115-103 Berichtigung 1       | 2006-09 | Berichtigungen zu DIN EN 50126 (VDE 0115-103):2000-03 |
| DIN EN 50126           | VDE 0115-103 Berichtigung 2       | 2011-01 | Berichtigung zu DIN EN 50126 (VDE 0115-103):2000-03; Deutsche Fassung CENELEC-Cor.:2010 zu EN 50126:1999 |
| DIN EN 61373           | VDE 0115-106                      | 2011-04 | Bahnanwendungen - Betriebsmittel von Bahnfahrzeugen – Prüfungen für Schwingen und Schocken - (IEC 61373:2010); Deutsche Fassung EN 61373:2010 |
| DIN EN 50124-1         | VDE 0115-107-1                    | 2006-04 | Bahnanwendungen - Isolationskoordination - Teil 1: Grundlegende Anforderungen - Luft- und Kriechstrecken für alle elektrischen und elektronischen Betriebsmittel; - Deutsche Fassung EN 50124-1:2001 + A1:2003 + A2:2005 |
| DIN EN 50124-1         | VDE 0115-107-1 Berichtigung 1     | 2010-11 | Berichtigung zu DIN EN 50124-1 (VDE 0115-107-1):2006-04; Deutsche Fassung CENELEC-Cor.:2010 zu EN 50124-1:2001 |
| DIN EN 50124-2         | VDE 0115-107-2                    | 2001-10 | Bahnanwendungen - Isolationskoordination - Überspannungen und geeignete Schutzmaßnahmen; - Deutsche Fassung EN 50124-2:2001 |
| DIN EN 50124-2         | VDE 0115-107-2 Berichtigung 1     | 2010-11 | Berichtigung zu DIN EN 50124-2 (VDE 0115-107-2):2001-10; Deutsche Fassung CENELEC-Cor.:2010 zu EN 50124-2:2001 |
| DIN EN 50125-1         | VDE 0115-108-1                    | 2014-11 | Bahnanwendungen – Umweltbedingungen für Betriebsmittel - Teil 1: Betriebsmittel auf Bahnfahrzeugen; - Deutsche Fassung EN 50125-1:2014 |
| DIN EN 50125-2         | VDE 0115-108-2                    | 2003-07 | Bahnanwendungen - Umweltbedingungen für Betriebsmittel - Teil 2: Ortsfeste elektrische Anlagen; - Deutsche Fassung EN 50125-2:2002 |
| DIN EN 50125-2         | VDE 0115-108-2 Berichtigung 1     | 2010-11 | Berichtigung zu DIN EN 50125-2 (VDE 0115-108-2):2003-07; Deutsche Fassung CENELEC-Cor.:2010 zu EN 50125-2:2002 |
| DIN EN 50125-3         | VDE 0115-108-3                    | 2003-10 | Bahnanwendungen - Umweltbedingungen für Betriebsmittel - Teil 3: Umweltbedingungen für Signal- und Telekommunikationseinrichtungen; - Deutsche Fassung EN 50125-3:2003 |
| DIN EN 50125-3         | VDE 0115-108-3 Berichtigung 1     | 2010-09 | Berichtigung zu DIN EN 50125-3 (VDE 0115-108-3):2003-10; Deutsche Fassung CENELEC-Cor.:2010 zu EN 50125-3:2003 |
| DIN EN 50121-1         | VDE 0115-121-1                    | 2016-01 | Bahnanwendungen – Elektromagnetische Verträglichkeit - Teil 1: Allgemeines; - Deutsche Fassung EN 50121-1:2015 |
| DIN EN 50121-2         | VDE 0115-121-2                    | 2016-01 | Bahnanwendungen – Elektromagnetische Verträglichkeit - Teil 2: Störaussendungen des gesamten Bahnsystems in die Außenwelt; - Deutsche Fassung EN 50121-2:2015 |
| DIN EN 50121-3-1       | VDE 0115-121-3-1                  | 2016-01 | Bahnanwendungen – Elektromagnetische Verträglichkeit - Teil 3-1: Bahnfahrzeuge – Zug und gesamtes Fahrzeug; - Deutsche Fassung EN 50121-3-1:2015 |
| DIN EN 50121-3-2       | VDE 0115-121-3-2                  | 2016-01 | Bahnanwendungen – Elektromagnetische Verträglichkeit - Teil 3-2: Bahnfahrzeuge – Geräte; - Deutsche Fassung EN 50121-32:2015 |
| DIN EN 50121-4         | VDE 0115-121-4                    | 2016-01 | Bahnanwendungen – Elektromagnetische Verträglichkeit - Teil 4: Störaussendungen und Störfestigkeit von Signal- und Telekommunikationseinrichtungen; - Deutsche Fassung EN 50121-4:2015 |
| DIN EN 50121-5         | VDE 0115-121-5                    | 2016-01 | Bahnanwendungen – Elektromagnetische Verträglichkeit - Teil 5: Störaussendungen und Störfestigkeit von ortsfesten Anlagen und Einrichtungen der Bahnenergieversorgung; - Deutsche Fassung EN 50121-5:2015 |
| DIN EN 50343           | VDE 0115-130                      | 2014-09 | Bahnanwendungen – Fahrzeuge - Regeln für die Installation von elektrischen Leitungen; - Deutsche Fassung EN 50343:2014 |
| DIN EN 50155           | VDE 0115-200                      | 2008-03 | Bahnanwendungen - Elektronische Einrichtungen auf Bahnfahrzeugen; - Deutsche Fassung EN 50155:2007 |
| DIN EN 50155           | VDE 0115-200 Berichtigung 1       | 2010-11 | Berichtigung zu DIN EN 50155 (VDE 0115-200):2008-03; Deutsche Fassung CENELEC-Cor.:2010 zu EN 50155:2007 |
| DIN EN 50123-1         | VDE 0115-300-1                    | 2003-12 | Bahnanwendungen - Ortsfeste Anlagen - Gleichstrom-Schalteinrichtungen - Teil 1: Allgemeines; - Deutsche Fassung EN 501231:2003 |
| DIN EN 50123-1         | VDE 0115-300-1 Berichtigung 1     | 2004-05 | Berichtigung zu DIN EN 50123-1 (VDE 0115 Teil 300-1):2003-12 |
| DIN EN 50123-2         | VDE 0115-300-2                    | 2003-11 | Bahnanwendungen - Ortsfeste Anlagen - Gleichstrom-Schaltanlagen - Teil 2: Gleichstrom-Leistungsschalter; - Deutsche Fassung EN 50123-2:2003 |
| DIN EN 50123-3         | VDE 0115-300-3                    | 2003-10 | Bahnanwendungen - Ortsfeste Anlagen - Gleichstrom-Schalteinrichtungen - Teil 3: Gleichstrom-Trennschalter, -Lasttrennschalter und -Erdungsschalter für Innenräume; - Deutsche Fassung EN 50123-3:2003 |
| DIN EN 50123-3/A1      | VDE 0115-300-3/A1                 | 2014-02 | Bahnanwendungen – Ortsfeste Anlagen – Gleichstrom-Schalteinrichtungen - Teil 3: Gleichstrom-Trennschalter, -Lasttrennschalter und -Erdungsschalter für Innenräume; - Deutsche Fassung EN 50123-3:2003/A1:2013 |
| DIN EN 50123-4         | VDE 0115-300-4                    | 2003-09 | Bahnanwendungen - Ortsfeste Anlagen - Gleichstrom-Schalteinrichtungen - Teil 4: Freiluft-Gleichstrom-Lasttrennschalter, Trennschalter und -Gleichstrom-Erdungsschalter; - Deutsche Fassung EN 50123-4:2003 |
| DIN EN 50123-4/A1      | VDE 0115-300-4/A1                 | 2014-02 | Bahnanwendungen – Ortsfeste Anlagen – Gleichstrom-Schalteinrichtungen - Teil 4: Freiluft-Gleichstrom-Trennschalter, Lasttrennschalter und -Erdungsschalter; - Deutsche Fassung EN 50123-4:2003/A1:2013 |
| DIN EN 50123-6         | VDE 0115-300-6                    | 2015-08 | Bahnanwendungen – Ortsfeste Anlagen – Gleichstrom-Schalteinrichtungen - Teil 6: Gleichstrom-Schaltanlagen; - Deutsche Fassung EN 50123-6:2003 + A1:2014 |
| DIN EN 50123-7-1       | VDE 0115-300-7-1                  | 2003-10 | Bahnanwendungen - Ortsfeste Anlagen - Gleichstrom-Schalteinrichtungen - Teil 7-1: Mess-, Steuer- und Schutzeinrichtungen in Gleichstrom-Bahnanlagen - Anwendungsleitfaden; - Deutsche Fassung EN 50123-7-1:2003 |
| DIN EN 50123-7-2       | VDE 0115-300-7-2                  | 2003-09 | Bahnanwendungen - Ortsfeste Anlagen - Gleichstrom-Schalteinrichtungen - Teil 7-2: Mess-, Steuer- und Schutzeinrichtungen in Gleichstrom-Bahnanlagen - Messumformer für Strommessung und andere Strommesseinrichtungen; - Deutsche Fassung EN 50123-7-2:2003 |
| DIN EN 50123-7-3       | VDE 0115-300-7-3                  | 2003-09 | Bahnanwendungen - Ortsfeste Anlagen - Gleichstrom-Schalteinrichtungen - Teil 7-3: Mess-, Steuer- und Schutzeinrichtungen in Gleichstrom-Bahnanlagen - Messumformer für Spannungsmessung und andere Spannungsmesseinrichtungen; - Deutsche Fassung EN 50123-7-3:2003                                                                                                 |
| DIN EN 50152-1         | VDE 0115-320-1                    | 2013-07 | Bahnanwendungen – Ortsfeste Anlagen – Besondere Anforderungen an Wechselstrom-Schalteinrichtungen - Teil 1: Leistungsschalter mit einer Nennspannung größer als 1 kV; - Deutsche Fassung EN 50152-1:2012 |
| DIN EN 50152-1/A1      | VDE 0115-320-1/A1                 | 2014-02 | Bahnanwendungen – Ortsfeste Anlagen – Besondere Anforderungen an Wechselstrom-Schalteinrichtungen - Teil 1: Leistungsschalter mit einer Nennspannung größer als 1 kV; - Deutsche Fassung EN 50152-1:2012/A1:2013 |
| DIN EN 50152-2         | VDE 0115-320-2                    | 2013-07 | Bahnanwendungen – Ortsfeste Anlagen – Besondere Anforderungen an Wechselstrom-Schalteinrichtungen - Teil 2: Trennschalter, Erdungsschalter und Lastschalter mit einer Nennspannung größer als 1 kV; - Deutsche Fassung EN 50152-2:2012 |
| DIN EN 50152-3-1       | VDE 0115-320-3-1                  | 2004-10 | Bahnanwendungen - Ortsfeste Anlagen - Besondere Anforderungen an Wechselstrom-Schalteinrichtungen - Teil 3-1: Mess-, Steuerungs- und Schutzeinrichtungen für Wechselstrom-Bahnanlagen - Anwendungsleitfaden; - Deutsche Fassung EN 50152-31:2003 |
| DIN EN 50152-3-2       | VDE 0115-320-3-2                  | 2001-10 | Bahnanwendungen - Ortsfeste Anlagen - Besondere Anforderungen an Wechselstrom-Schalteinrichtungen - Mess-, Steuerungs- und Schutzeinrichtungen für Wechselstrom-Bahnanlagen - Einphasen-Stromwandler; - Deutsche Fassung EN 50152-3-2:2001 |
| DIN EN 50152-3-3       | VDE 0115-320-3-3                  | 2001-10 | Bahnanwendungen - Ortsfeste Anlagen - Besondere Anforderungen an Wechselstrom-Schalteinrichtungen - Mess-, Steuerungs- und Schutzeinrichtungen für Wechselstrom-Bahnanlagen - Einphasen-Spannungswandler; - Deutsche Fassung EN 50152-33:2001 |
| DIN EN 50327           | VDE 0115-327                      | 2006-03 | Bahnanwendungen - Ortsfeste Anlagen - Harmonisierung der Bemessungswerte von Stromrichtergruppen und Prüfungen von Stromrichtergruppen; - Deutsche Fassung EN 50327:2003 + A1:2005 |
| DIN EN 50328           | VDE 0115-328                      | 2003-09 | Bahnanwendungen - Ortsfeste Anlagen - Leistungselektronische Stromrichter für Unterwerke; - Deutsche Fassung EN |
| DIN EN 50328           | VDE 0115-328 Berichtigung 1       | 2010-11 | Berichtigung zu DIN EN 50328 (VDE 0115-328):2003-09; Deutsche Fassung CENELEC-Cor.:2006 zu EN 50328:2003 |
| DIN EN 50329           | VDE 0115-329                      | 2011-02 | Bahnanwendungen – Ortsfeste Anlagen - Bahn-Transformatoren; - Deutsche Fassung EN 50329:2003 + A1:2010 |
| DIN EN 50329           | VDE 0115-329 Berichtigung 1       | 2011-04 | Berichtigung zu DIN EN 50329 (VDE 0115-329):2011-02 |
| DIN EN 60349-1         | VDE 0115-400-1                    | 2011-07 | Elektrische Zugförderung – Drehende elektrische Maschinen für Bahn- und Straßenfahrzeuge - Teil 1: Elektrische Maschinen ausgenommen umrichtergespeiste Wechselstrommotoren - (IEC 60349-1:2010); Deutsche Fassung EN 60349-1:2010 |
| DIN EN 60349-2         | VDE 0115-400-2                    | 2011-07 | Elektrische Zugförderung – Drehende elektrische Maschinen für Bahn- und Straßenfahrzeuge - Teil 2: Umrichtergespeiste Wechselstrommotoren - (IEC 60349-2:2010); Deutsche Fassung EN 60349-2:2010 |
| DIN IEC/TS 60349-3     | VDE V 0115-400-3                  | 2011-11 | Elektrische Zugförderung – Drehende elektrische Maschinen für Bahn- und Straßenfahrzeuge - Teil 3: Bestimmung der Gesamtverluste von umrichtergespeisten Wechselstrommotoren mit dem Einzelverlustverfahren - (IEC/TS 60349-3:2010) |
| DIN EN 60349-4         | VDE 0115-400-4                    | 2013-08 | Elektrische Zugförderung – Drehende elektrische Maschinen für Bahn- und Straßenfahrzeuge - Teil 4: Umrichtergespeiste Synchronmaschinen mit Permanentmagneterregung - (IEC 60349-4:2012); Deutsche Fassung EN 60349-4:2013 |
| DIN EN 61377-1         | VDE 0115-403-1                    | 2006-12 | Bahnanwendungen - Bahnfahrzeuge - Teil 1: Kombinierte Prüfung von wechselrichtergespeisten Wechselstrommotoren und deren Steuerung - (IEC 61377-1:2006); Deutsche Fassung EN 61377-1:2006 |
| DIN EN 61377-1         | VDE 0115-403-1 Berichtigung 1     | 2010-11 | Berichtigung zu DIN EN 61377-1 (VDE 0115-403-1):2006-12; Deutsche Fassung CENELEC-Cor.:2006 zu EN 61377-1:2006 |
| DIN EN 61377-2         | VDE 0115-403-2                    | 2003-07 | Bahnanwendungen - Bahnfahrzeuge - Kombinierte Prüfung - Teil 2: Chopper-gespeiste Gleichstrom-Bahnmotoren und deren Steuerung - (IEC 61377-2:2002); Deutsche Fassung EN 61377-2:2002 |
| DIN EN 61377-3         | VDE 0115-403-3                    | 2003-08 | Bahnanwendungen - Bahnfahrzeuge - Teil 3: Kombinierte Prüfung von Wechselstrommotoren, die von einem Zwischenkreis-Stromumrichter gespeist werden, und deren Steuerung - (IEC 61377-3:2002); Deutsche Fassung EN 61377-3:2002 |
| DIN EN 62520           | VDE 0115-404                      | 2012-01 | Bahnanwendungen – Elektrische Zugförderung - Umrichtergespeiste Asynchron-Linearmotoren des Kurzstatortyps (LIM) - (IEC 62520:2011); Deutsche Fassung EN 62520:2011 |
| DIN EN 61287-1         | VDE 0115-410                      | 2014-12 | Bahnanwendungen – Stromrichter auf Bahnfahrzeugen - Teil 1: Eigenschaften und Prüfverfahren - (IEC 61287-1:2014); Deutsche Fassung EN 61287-1:2014 |
| DIN EN 61287-1         | VDE 0115-410 Berichtigung 1       | 2015-07 | Berichtigung zu DIN EN 61287-1 (VDE 0115-410):2014-12; Deutsche Fassung EN 61287-1:2014/AC:2014 |
| DIN EN 60310           | VDE 0115-420                      | 2005-01 | Bahnanwendungen - Transformatoren und Drosselspulen auf Bahnfahrzeugen - (IEC 60310:2004); Deutsche Fassung EN 60310:2004 |
| DIN EN 61881-1         | VDE 0115-430-1                    | 2011-07 | Bahnanwendungen – Betriebsmittel auf Bahnfahrzeugen – Kondensatoren für Leistungselektronik - Teil 1: Papier/Foliekondensatoren - (IEC 61881-1:2010); Deutsche Fassung EN 61881-1:2011 |
| DIN EN 61881-2         | VDE 0115-430-2                    | 2013-06 | Bahnanwendungen – Betriebsmittel auf Bahnfahrzeugen – Kondensatoren für Leistungselektronik - Teil 2: Aluminium Elektrolytkondensatoren mit nicht festen Elektrolyten - (IEC 61881-2:2012); Deutsche Fassung EN 61881-2:2012 |
| DIN EN 61881-3         | VDE 0115-430-3                    | 2014-09 | Bahnanwendungen – Betriebsmittel auf Bahnfahrzeugen – Kondensatoren für Leistungselektronik - Teil 3: Doppelschichtkondensatoren - (IEC 61881-3:2012 + A1:2013); Deutsche Fassung EN 61881-3:2012 + A1:2013 |
| DIN EN 60322           | VDE 0115-440                      | 2002-06 | Bahnanwendungen - Elektrische Ausrüstungen für Bahnfahrzeuge - Regeln für Leistungswiderstände in offener Bauweise - (IEC 60322:2001); Deutsche Fassung EN 60322:2001 |
| DIN EN 50311           | VDE 0115-450                      | 2004-01 | Bahnanwendungen - Schienenfahrzeuge - Gleichstromversorgte elektronische Vorschaltgeräte für Leuchtstofflampen; - Deutsche Fassung EN 50311:2003 |
| DIN EN 60077-1         | VDE 0115-460-1                    | 2003-04 | Bahnanwendungen - Elektrische Betriebsmittel auf Bahnfahrzeugen - Allgemeine Betriebsbedingungen und allgemeine Regeln - (IEC 60077-1:1999, modifiziert); Deutsche Fassung EN 60077-1:2002 |
| DIN EN 60077-2         | VDE 0115-460-2                    | 2003-04 | Bahnanwendungen - Elektrische Betriebsmittel auf Bahnfahrzeugen - Elektrotechnische Bauteile - Allgemeine Regeln - (IEC 60077-2:1999, modifiziert); Deutsche Fassung EN 60077-2:2002 |
| DIN EN 60077-3         | VDE 0115-460-3                    | 2003-04 | Bahnanwendungen - Elektrische Betriebsmittel auf Bahnfahrzeugen - Elektrotechnische Bauteile - Regeln für DC-Leistungsschalter - (IEC 60077-3:2001); Deutsche Fassung EN 60077-3:2002 |
| DIN EN 60077-4         | VDE 0115-460-4                    | 2004-01 | Bahnanwendungen - Elektrische Geräte auf Bahnfahrzeugen - Teil 4: Elektrotechnische Bauteile - Regeln für AC-Leistungsschalter - (IEC 60077-4:2003); Deutsche Fassung EN 60077-4:2003 |
| DIN EN 60077-5         | VDE 0115-460-5                    | 2004-07 | Bahnanwendungen - Elektrische Betriebsmittel auf Bahnfahrzeugen - Teil 5: Elektrotechnische Bauteile - Regeln für Hochspannungssicherungen - (IEC 60077-5:2003); Deutsche Fassung EN 60077-5:2003 |
| DIN EN 50463-1         | VDE 0115-480-1                    | 2013-06 | Bahnanwendungen – Energiemessung auf Bahnfahrzeugen - Teil 1: Allgemeines; - Deutsche Fassung EN 50463-1:2012 |
| DIN EN 50463-2         | VDE 0115-480-2                    | 2013-06 | Bahnanwendungen – Energiemessung auf Bahnfahrzeugen - Teil 2: Energiemessung; - Deutsche Fassung EN 50463-2:2012 |
| DIN EN 50463-3         | VDE 0115-480-3                    | 2013-06 | Bahnanwendungen – Energiemessung auf Bahnfahrzeugen - Teil 3: Daten-Behandlung; - Deutsche Fassung EN 50463-3:2012 |
| DIN EN 50463-4         | VDE 0115-480-4                    | 2013-06 | Bahnanwendungen – Energiemessung auf Bahnfahrzeugen - Teil 4: Kommunikation; - Deutsche Fassung EN 50463-4:2012 |
| DIN EN 50463-5         | VDE 0115-480-5                    | 2013-06 | Bahnanwendungen – Energiemessung auf Bahnfahrzeugen - Teil 5: Konformitätsbewertung; - Deutsche Fassung EN 504635:2012 |
| DIN EN 50467           | VDE 0115-490                      | 2012-10 | Bahnanwendungen – Fahrzeuge - Elektrische Steckverbinder, Bestimmungen und Prüfverfahren; - Deutsche Fassung EN 50467:2011 |
| DIN EN 50500           | VDE 0115-500                      | 2009-03 | Messverfahren für magnetische Felder, die durch elektronische und elektrische Geräte in der Bahnumgebung erzeugt werden, hinsichtlich der Exposition von Personen; - Deutsche Fassung EN 50500:2008 |
| DIN EN 50500/A1        | VDE 0115-500/A1                   | 2015-08 | Messverfahren für magnetische Felder, die durch elektronische und elektrische Geräte in der Bahnumgebung erzeugt werden, hinsichtlich der Exposition von Personen; -Deutsche Fassung EN 50500:2008/A1:2015 |
| DIN EN 50206-1         | VDE 0115-500-1                    | 2011-02 | Bahnanwendungen – Schienenfahrzeuge – Merkmale und Prüfungen von Stromabnehmern - Teil 1: Stromabnehmer für Vollbahnfahrzeuge; - Deutsche Fassung EN 50206-1:2010 |
| DIN EN 50206-2         | VDE 0115-500-2                    | 2011-02 | Bahnanwendungen – Schienenfahrzeuge – Merkmale und Prüfungen von Stromabnehmern - Teil 2: Dachstromabnehmer für Stadtbahnen und Straßenbahnen; - Deutsche Fassung EN 50206-2:2010 |
| DIN CLC/TS 50206-3     | VDE V 0115-500-3                  | 2011-07 | Bahnanwendungen – Bahnfahrzeuge – Merkmale und Prüfungen von Stromabnehmern - Teil 3: Schnittstelle zwischen Stromabnehmer und Fahrzeug; - Deutsche Fassung CLC/TS 50206-3:2010 |
| DIN EN 50405           | VDE 0115-501                      | 2007-03 | Bahnanwendungen - Stromabnahmesysteme - Stromabnehmer für Oberleitungsfahrzeuge, Prüfverfahren für Kohleschleifstücke; - Deutsche Fassung EN 50405:2006 |
| DIN EN 50502           | VDE 0115-502                      | 2016-03 | Bahnanwendungen - Fahrzeuge – Elektrische Ausrüstung in O-Bussen – Sicherheitsanforderungen und Stromabnehmersysteme; - Deutsche Fassung EN 50502:2015 |
| DIN EN 50317           | VDE 0115-503                      | 2012-05 | Bahnanwendungen – Stromabnahmesysteme - Anforderungen und Validierung von Messungen des dynamischen Zusammenwirkens zwischen Stromabnehmer und Oberleitung; - Deutsche Fassung EN 50317:2012 |
| DIN EN 50318           | VDE 0115-504                      | 2003-04 | Bahnanwendungen - Stromabnahmesysteme - Validierung von Simulationssystemen für das dynamische Zusammenwirken zwischen Stromabnehmer und Oberleitung; - Deutsche Fassung EN 50318:2002 |
| DIN EN 50526-1         | VDE 0115-526-1                    | 2012-05 | Bahnanwendungen – Ortsfeste Anlagen – Überspannungsableiter und Spannungsbegrenzungseinrichtung - Teil 1: Überspannungsableiter; - Deutsche Fassung EN 50526-1:2012 |
| DIN EN 50526-2         | VDE 0115-526-2                    | 2014-07 | Bahnanwendungen – Ortsfeste Anlagen – Überspannungsableiter und Spannungsbegrenzungseinrichtungen für Gleichspannungsnetze - Teil 2:Spannungsbegrenzungseinrichtungen; - Deutsche Fassung EN 50526-2:2014 |
| DIN EN 50533           | VDE 0115-533                      | 2012-04 | Bahnanwendungen - Eigenschaften der dreiphasigen (Drehstrom-) Bordnetz-Spannung; - Deutsche Fassung EN 50533:2011 |
| DIN CLC/TS 50534       | VDE V 0115-534                    | 2011-06 | Bahnanwendungen - Generische Systemarchitekturen für elektrische Bordnetze zur Hilfsbetriebeversorgung; - Deutsche Fassung CLC/TS 50534:2010 |
| DIN CLC/TS 50537-1     | VDE V 0115-537-1                  | 2011-04 | Bahnanwendungen – Anbauteile des Haupttransformators und Kühlsystems - Teil 1: Hochspannungsdurchführung für Haupttransformatoren; - Deutsche Fassung CLC/TS 50537-1:2010 |
| DIN CLC/TS 50537-2     | VDE V 0115-537-2                  | 2011-04 | Bahnanwendungen – Anbauteile des Haupttransformators und Kühlsystems - Teil 2: Pumpe für Isolierflüssigkeiten für Haupttransformatoren und Drosselspulen; - Deutsche Fassung CLC/TS 50537-2:2010 |
| DIN CLC/TS 50537-3     | VDE V 0115-537-3                  | 2011-04 | Bahnanwendungen – Anbauteile des Haupttransformators und Kühlsystems - Teil 3: Wasserpumpe für Traktionsumrichter; - Deutsche Fassung CLC/TS 50537-3:2010 |
| DIN CLC/TS 50537-4     | VDE V 0115-537-4                  | 2011-04 | Bahnanwendungen – Anbauteile des Haupttransformators und Kühlsystems - Teil 4: Buchholzrelais für Transformatoren und Drosselspulen; - Deutsche Fassung CLC/TS 50537-4:2010 |
| DIN EN 45545-5         | VDE 0115-545                      | 2013-07 | Bahnanwendungen – Brandschutz in Schienenfahrzeugen - Teil 5: Brandschutzanforderungen an die elektrische Ausrüstung einschließlich der von Oberleitungsbussen, spurgeführten Bussen und Magnetschwebefahrzeugen; - Deutsche Fassung EN 45545-5:2013 |
| DIN CLC/TS 50546       | VDE V 0115-546                    | 2013-12 | Bahnanwendungen – Fahrzeuge - Dreiphasige Fremdeinspeisung für Eisenbahnfahrzeuge; - Deutsche Fassung CLC/TS 50546:2013 |
| DIN EN 50547           | VDE 0115-547                      | 2013-08 | Bahnanwendungen - Batterien für Bordnetzversorgungssysteme; - Deutsche Fassung EN 50547:2013 |
| DIN EN 50553           | VDE 0115-553                      | 2012-07 | Bahnanwendungen - Anforderungen an die Fahrfähigkeit im Brandfall an Bord von Bahnfahrzeugen; - Deutsche Fassung EN 50553:2012 |
| DIN EN 50553           | VDE 0115-553 Berichtigung 1       | 2014-09 | Berichtigung zu DIN EN 50553 (VDE 0115-553):2012-07; Deutsche Fassung EN 50553:2012/AC:2013 |
| DIN CLC/TS 50562       | VDE V 0115-562                    | 2012-01 | Bahnanwendungen – Ortsfeste Anlagen - Prozess, Maßnahmen und Nachweisführung für die Sicherheit in der Bahnstromversorgung; - Deutsche Fassung CLC/TS 50562:2011 |
| DIN CLC/TS 50591       | VDE V 0115-591                    | 2014-07 | Spezifikation und Überprüfung des Energieverbrauchs von Schienenfahrzeugen; - Deutsche Fassung CLC/TS 50591:2013 |
| DIN EN 50119           | VDE 0115-601 Beiblatt 1           | 2011-04 | Bahnanwendungen – Ortsfeste Anlagen - Oberleitungen für den elektrischen Zugbetrieb – Beiblatt 1: Nationaler Anhang |
| DIN EN 50119           | VDE 0115-601                      | 2014-01 | Bahnanwendungen – Ortsfeste Anlagen - Oberleitungen für den elektrischen Zugbetrieb; - Deutsche Fassung EN 50119:2009 + A1:2013 |
| DIN EN 50149           | VDE 0115-602                      | 2013-02 | Bahnanwendungen – Ortsfeste Anlagen - Elektrischer Zugbetrieb – Rillenfahrdrähte aus Kupfer und Kupferlegierung; - Deutsche Fassung EN 50149:2012 |
| DIN EN 50149           | VDE 0115-602 Berichtigung 1       | 2014-09 | Berichtigung zu DIN EN 50149 (VDE 0115-602):2013-02 |
| DIN EN 50151           | VDE 0115-603                      | 2004-10 | Bahnanwendungen - Ortsfeste Anlagen - Zugförderung - Besondere Anforderungen an Verbundisolatoren; - Deutsche Fassung EN 50151:2003 |
| DIN EN 50151           | VDE 0115-603 Berichtigung 1       | 2010-11 | Berichtigung zu DIN EN 50151 (VDE 0115-603):2004-10; Deutsche Fassung CENELEC-Cor.:2010 zu EN 50151:2003 |
| DIN EN 50345           | VDE 0115-604                      | 2010-05 | Bahnanwendungen – Ortsfeste Anlagen - Elektrischer Zugbetrieb – Baugruppen aus isolierenden Kunststoffseilen im Fahrleitungsbau; - Deutsche Fassung EN 50345:2009 |
| DIN EN 50367           | VDE 0115-605                      | 2013-02 | Bahnanwendungen – Zusammenwirken der Systeme - Technische Kriterien für das Zusammenwirken zwischen Stromabnehmer und Oberleitung für einen freien Zugang; - Deutsche Fassung EN 50367:2012 |
| DIN EN 50367           | VDE 0115-605 Berichtigung 1       | 2013-11 | Berichtigung zu DIN EN 50367 (VDE 0115-605):2013-02; Deutsche Fassung EN 50367:2012/AC:2013 |
| DIN EN 50388           | VDE 0115-606                      | 2012-12 | Bahnanwendungen – Bahnenergieversorgung und Fahrzeuge - Technische Kriterien für die Koordination zwischen Anlagen der Bahnenergieversorgung und Fahrzeugen zum Erreichen der Interoperabilität; - Deutsche Fassung EN 50388:2012 + AC:2012 |
| DIN EN 50388           | VDE 0115-606 Berichtigung 1       | 2013-11 | Berichtigung zu DIN EN 50388 (VDE 0115-606):2012-12; Deutsche Fassung EN 50388:2012/AC:2013 |
| DIN EN 62625-1         | VDE 0115-625-1                    | 2014-10 | Elektronische Betriebsmittel für Bahnen – Bordsystem zur Fahrdatenaufzeichnung - Teil 1: Systemspezifikation - (IEC 626251:2013); Deutsche Fassung EN 62625-1:2013 |
| DIN EN 50156-1         | VDE 0116-1                        | 2016-03 | Elektrische Ausrüstung von Feuerungsanlagen und zugehörige Einrichtungen - Teil 1: Bestimmungen für die Anwendungsplanung und Errichtung; - Deutsche Fassung EN 50156-1:2015 |
| DIN EN 50156-2         | VDE 0116-2                        | 2016-03 | Elektrische Ausrüstung von Feuerungsanlagen und zugehörige Einrichtungen - Teil 2: Bestimmungen für den Entwurf, die Entwicklung und die Baumusterprüfung von Sicherheitsbauteilen und Teilsystemen; - Deutsche Fassung EN 50156-2:2015 |
| DIN EN 1175-1          | VDE 0117-1                        | 2011-06 | Sicherheit von Flurförderzeugen – Elektrische Anforderungen - Teil 1: Allgemeine Anforderungen für Flurförderzeuge mit batterieelektrischem Antrieb; - Deutsche Fassung EN 1175-1:1998 + A1:2010 |
| DIN EN 1175-2          | VDE 0117-2                        | 2011-06 | Sicherheit von Flurförderzeugen – Elektrische Anforderungen - Teil 2: Allgemeine Anforderungen für Flurförderzeuge mit Verbrennungsmotoren; - Deutsche Fassung EN 1175-2:1998 + A1:2010 |
| DIN EN 1175-3          | VDE 0117-3                        | 2011-06 | Sicherheit von Flurförderzeugen – Elektrische Anforderungen - Teil 3: Besondere Anforderungen für elektrische Kraftübertragungssysteme von Flurförderzeugen mit Verbrennungsmotoren; - Deutsche Fassung EN 1175-3:1998 + A1:2010 |
| DIN EN 12895           | VDE 0117-895                      | 2015-12 | Flurförderzeuge - Elektromagnetische Verträglichkeit; - Deutsche Fassung EN 12895:2015 |
| DIN VDE 0118-1         | VDE 0118-1                        | 2010-02 | Errichten elektrischer Anlagen im Bergbau unter Tage - Teil 1: Allgemeine Festlegungen |
| DIN VDE 0118-2         | VDE 0118-2                        | 2010-02 | Errichten elektrischer Anlagen im Bergbau unter Tage - Teil 2: Zusatzfestlegungen |
| DIN VDE 0119-206-1     | VDE 0119-206-1                    | 2004-06 | Zustand der Eisenbahnfahrzeuge - Elektro- und Traktionsanlagen, Zugelektrik - Teil 206-1: Stromabnehmer |
| DIN VDE 0119-206-2     | VDE 0119-206-2                    | 2004-06 | Zustand der Eisenbahnfahrzeuge - Elektro- und Traktionsanlagen, Zugelektrik - Teil 206-2: Hauptschalter |
| DIN VDE 0119-206-3     | VDE 0119-206-3                    | 2004-06 | Zustand der Eisenbahnfahrzeuge - Elektro- und Traktionsanlagen, Zugelektrik - Teil 206-3: Haupttransformator |
| DIN VDE 0119-206-4     | VDE 0119-206-4                    | 2004-06 | Zustand der Eisenbahnfahrzeuge - Elektro- und Traktionsanlagen; Zugelektrik - Teil 206-4: Batterien |
| DIN VDE 0119-206-5     | VDE 0119-206-5                    | 2005-09 | Zustand der Eisenbahnfahrzeuge - Elektro- und Traktionsanlagen, Zugelektrik - Teil 206-5: Zugsammelschiene (einschließlich Trenn- und Erdungseinrichtungen) |
| DIN VDE 0119-206-6     | VDE 0119-206-6                    | 2004-06 | Zustand der Eisenbahnfahrzeuge - Elektro- und Traktionsanlagen, Zugelektrik - Teil 206-6: Notbeleuchtung |
| DIN VDE 0119-206-7     | VDE 0119-206-7                    | 2005-09 | Zustand der Eisenbahnfahrzeuge - Elektro- und Traktionsanlagen, Zugelektrik - Teil 206-7: Schutzmaßnahmen gegen indirekte Berührung von Hochspannung |
| DIN VDE 0119-207-1     | VDE 0119-207-1                    | 2004-04 | Zustand der Eisenbahnfahrzeuge - Leittechnik - Teil 207-1: Fahrzeugeinrichtung - Analoger Zugfunk |
| DIN VDE 0119-207-2     | VDE 0119-207-2                    | 2006-02 | Zustand der Eisenbahnfahrzeuge - Leittechnik - Teil 207-2: Funkfernsteuerung - FFST |
| DIN VDE 0119-207-3     | VDE 0119-207-3                    | 2004-04 | Zustand der Eisenbahnfahrzeuge - Leittechnik - Teil 207-3: Automatische Fahr-/Bremssteuerung |
| DIN VDE 0119-207-4     | VDE 0119-207-4                    | 2005-07 | Zustand der Eisenbahnfahrzeuge - Leittechnik - Teil 207-4: Zeitmultiplexe Zugsteuerung (drahtgebunden) |
| DIN VDE 0119-207-5     | VDE 0119-207-5                    | 2016-06 | Zustand der Eisenbahnfahrzeuge – Leittechnik - Teil 207-5: Sicherheitsfahrschaltung (Sifa) |
| DIN VDE 0119-207-6     | VDE 0119-207-6                    | 2011-11 | Zustand der Eisenbahnfahrzeuge – Leittechnik - Teil 207-6: Fahrzeugeinrichtung – PZB (punktförmige Zugbeeinflussung) |
| DIN VDE 0119-207-7     | VDE 0119-207-7                    | 2016-06 | Zustand der Eisenbahnfahrzeuge – Leittechnik - Teil 207-7: Fahrzeugeinrichtung – LZB (linienförmige Zugbeeinflussung) |
| DIN VDE 0119-207-8     | VDE 0119-207-8                    | 2004-04 | Zustand der Eisenbahnfahrzeuge - Leittechnik - Teil 207-8: Fahrzeugeinrichtung - GNT |
| DIN VDE 0119-207-9     | VDE 0119-207-9                    | 2005-08 | Zustand der Eisenbahnfahrzeuge - Leittechnik - Teil 207-9: Feuerlösch- und Brandmeldeeinrichtungen |
| DIN VDE 0119-207-10    | VDE 0119-207-10                   | 2011-01 | Zustand der Eisenbahnfahrzeuge – Leittechnik - Teil 207-10: Geschwindigkeitsmess- und -anzeigeeinrichtungen |
| DIN VDE 0119-207-11    | VDE 0119-207-11                   | 2004-05 | Zustand der Eisenbahnfahrzeuge - Leittechnik - Teil 207-11: Fahrtenschreiber und Registriergeräte |
| DIN VDE 0119-207-12    | VDE 0119-207-12                   | 2004-05 | Zustand der Eisenbahnfahrzeuge - Leittechnik - Teil 207-12: Signaleinrichtungen (akustisch, optisch) |
| DIN VDE 0119-207-13    | VDE 0119-207-13                   | 2005-10 | Zustand der Eisenbahnfahrzeuge - Leittechnik - Teil 207-13: Bordgeräte für EbuLa |
| DIN VDE 0119-207-14    | VDE 0119-207-14                   | 2005-11 | Zustand der Eisenbahnfahrzeuge - Leittechnik - Teil 207-14: Verfahren der Softwareänderung in abgenommenen Fahrzeugen |
| DIN VDE 0119-207-15    | VDE 0119-207-15                   | 2005-11 | Zustand der Eisenbahnfahrzeuge - Leittechnik - Teil 207-15: Türsteuerung |
| DIN VDE 0119-207-16    | VDE 0119-207-16                   | 2005-11 | Zustand der Eisenbahnfahrzeuge - Leittechnik - Teil 207-16: Fahrzeugeinrichtung - GSM-R-Zugfunk |
|                        | VDE-AR-N 4120 Anwendungsregel     | 2015-01 | Technische Bedingungen für den Anschluss und Betrieb von Kundenanlagen an das Hochspannungsnetz (TAB Hochspannung) |
| DIN EN 61851-1         | VDE 0122-1                        | 2012-01 | Elektrische Ausrüstung von Elektro-Straßenfahrzeugen – Konduktive Ladesysteme für Elektrofahrzeuge - Teil 1: Allgemeine Anforderungen - (IEC 61851-1:2010); Deutsche Fassung EN 61851-1:2011 |
| DIN EN 61851-21        | VDE 0122-2-1                      | 2002-10 | Elektrische Ausrüstung von Elektro-Straßenfahrzeugen - Konduktive Ladesysteme für Elektrofahrzeuge - Anforderung eines Elektrofahrzeuges für konduktive Verbindung an AC/DC-Versorgung - (IEC 61851-21:2001); Deutsche Fassung EN 6185121:2002 |
| DIN EN 61851-22        | VDE 0122-2-2                      | 2002-10 | Elektrische Ausrüstung von Elektro-Straßenfahrzeugen - Konduktive Ladesysteme für Elektrofahrzeuge - Wechselstrom-Ladestation für Elektrofahrzeuge - (IEC 61851-22:2001); Deutsche Fassung EN 61851-22:2002 |
| DIN EN 61851-23        | VDE 0122-2-3                      | 2014-11 | Konduktive Ladesysteme für Elektrofahrzeuge - Teil 23: Gleichstromladestationen für Elektrofahrzeuge - (IEC 61851-23:2014); Deutsche Fassung EN 61851-23:2014 |
| DIN EN 61851-24        | VDE 0122-2-4                      | 2014-11 | Konduktive Ladesysteme für Elektrofahrzeuge - Teil 24: Digitale Kommunikation zwischen einer Gleichstromladestation für Elektrofahrzeuge und dem Elektrofahrzeug zur Steuerung des Gleichstromladevorgangs - (IEC 61851-24:2014); Deutsche Fassung EN 61851-24:2014                                                                                                 |
| DIN EN 61851-24        | VDE 0122-2-4 Berichtigung 1       | 2015-12 | Berichtigung zu DIN EN 61851-24 (VDE 0122-2-4):2014-11; (IEC-Cor.:2015 zu IEC 61851-24:2014) |
|                        | VDE-AR-E 2122-4-2 Anwendungsregel | 2011-03 | Elektrische Ausrüstung von Elektro-Straßenfahrzeugen – Induktive Ladung von Elektrofahrzeugen - Teil 4-2: Niedriger Leistungsbereich |
| DIN EN 62576           | VDE 0122-576                      | 2010-09 | Elektrische Doppelschichtkondensatoren für die Verwendung in Hybridelektrofahrzeugen - Prüfverfahren für die elektrischen Kennwerte - (IEC 62576:2009); Deutsche Fassung EN 62576:2010 |
| DIN VDE 0123           | VDE 0123                          | 1985-05 | Stromführung im Bereich von Radsatz-Wälzlagern in Schienenfahrzeugen |
| DIN VDE V 0124-100     | VDE V 0124-100                    | 2012-07 | Netzintegration von Erzeugungsanlagen - Niederspannung – Prüfanforderungen an Erzeugungseinheiten vorgesehen zum Anschluss und Parallelbetrieb am Niederspannungsnetz |
| DIN CLC/TS 50549-1     | VDE V 0124-549-1                  | 2016-07 | Anforderungen für zum Parallelbetrieb mit einem Verteilnetz vorgesehene Erzeugungsanlagen - Teil 1: Anschluss an das Niederspannungsverteilnetz über 16 A je Phase; - Deutsche Fassung CLC/TS 50549-1:2015 |
| DIN CLC/TS 50549-2     | VDE V 0124-549-2                  | 2016-07 | Anforderungen für zum Parallelbetrieb mit einem Verteilnetz vorgesehene Erzeugungsanlagen - Teil 2: Anschluss an das Mittelspannungsverteilnetz; - Deutsche Fassung CLC/TS 50549-2:2015 |
| DIN IEC/TS 62600-1     | VDE V 0125-1                      | 2013-08 | Meeresenergie – Wellen, Gezeiten- und andere Meeresströmungs-Energiewandler - Teil 1: Terminologie – Text Deutsch und Englisch - (IEC/TS 62600-1:2011) |
| DIN IEC/TS 62600-10    | VDE V 0125-10                     | 2016-01 | Meeresenergie – Wellen-, Gezeiten- und andere Meeresströmungs-Energiewandler - Teil 10: Bewertung von Verankerungssystemen für Meeresenergiewandler (MECs) - (IEC/TS 62600-10:2015) |
| DIN IEC/TS 62600-100   | VDE V 0125-100                    | 2014-11 | Meeresenergie – Wellen-, Gezeiten- und andere Meeresströmungs-Energiewandler - Teil 100: Wellenenergiewandler zur Energieerzeugung – Leistungsbewertung - (IEC/TS 62600-100:2012) |
| DIN IEC/TS 62600-200   | VDE V 0125-200                    | 2014-11 | Meeresenergie – Wellen-, Gezeiten- und andere Meeresströmungs-Energiewandler - Teil 200: Leistungsbewertung von Gezeitenenergiewandlern zur Energieerzeugung - (IEC/TS 62600-200:2013) |
| DIN IEC/TS 62600-201   | VDE V 0125-201                    | 2016-04 | Meeresenergie – Wellen-, Gezeiten- und andere Meeresströmungs-Energiewandler - Teil 201: Bewertung und Charakterisierung der Gezeitenenergieressource - (IEC/TS 62600-201:2015) |
| DIN VDE V 0126-1-1     | VDE V 0126-1-1                    | 2013-08 | Selbsttätige Schaltstelle zwischen einer netzparallelen Eigenerzeugungsanlage und dem öffentlichen Niederspannungsnetz |
| DIN EN 62116           | VDE 0126-2                        | 2014-11 | Photovoltaik-Wechselrichter für den Anschluss an das Stromversorgungsnetz - Prüfverfahren für Maßnahmen zur Verhinderung der Inselbildung - (IEC 62116:2014); Deutsche Fassung EN 62116:2014 |
| DIN EN 50521           | VDE 0126-3                        | 2013-02 | Steckverbinder für Photovoltaik-Systeme - Sicherheitsanforderungen und Prüfungen; - Deutsche Fassung EN 50521:2008 + A1:2012 |
| DIN EN 60904-1         | VDE 0126-4-1                      | 2007-07 | Photovoltaische Einrichtungen - Teil 1: Messen der photovoltaischen Strom-Spannungskennlinien - (IEC 60904-1:2006); Deutsche Fassung EN 60904-1:2006 |
| DIN EN 60904-2         | VDE 0126-4-2                      | 2015-11 | Photovoltaische Einrichtungen - Teil 2: Anforderungen an Referenz-Solarelemente - (IEC 60904-2:2015); Deutsche Fassung EN 60904-2:2015 |
| DIN EN 60904-3         | VDE 0126-4-3                      | 2009-02 | Photovoltaische Einrichtungen - Teil 3: Messgrundsätze für terrestrische photovoltaische (PV) Einrichtungen mit Angaben über die spektrale Strahlungsverteilung - (IEC 60904-3:2008); Deutsche Fassung EN 60904-3:2008 |
| DIN EN 60904-4         | VDE 0126-4-4                      | 2010-06 | Photovoltaische Einrichtungen - Teil 4: Referenz-Solarelemente – Verfahren zur Feststellung der Rückverfolgbarkeit der Kalibrierung - (IEC 60904-4:2009); Deutsche Fassung EN 60904-4:2009 |
| DIN EN 60904-5         | VDE 0126-4-5                      | 2011-12 | Photovoltaische Einrichtungen - Teil 5: Bestimmung der gleichwertigen Zellentemperatur von photovoltaischen (PV) Betriebsmitteln nach dem Leerlaufspannungs-Verfahren - (IEC 60904-5:2011); Deutsche Fassung EN 60904-5:2011 |
| DIN EN 60904-7         | VDE 0126-4-7                      | 2009-12 | Photovoltaische Einrichtungen - Teil 7: Berechnung der spektralen Fehlanpassungskorrektur für Messungen an photovoltaischen Einrichtungen - (IEC 60904-7:2008); Deutsche Fassung EN 60904-7:2009 |
| DIN EN 60904-8         | VDE 0126-4-8                      | 2015-05 | Photovoltaische Einrichtungen - Teil 8: Messung der spektralen Empfindlichkeit einer photovoltaischen (PV-)Einrichtung - (IEC 60904-8:2014); Deutsche Fassung EN 60904-8:2014 |
| DIN EN 60904-9         | VDE 0126-4-9                      | 2008-07 | Photovoltaische Einrichtungen - Teil 9: Leistungsanforderungen an Sonnensimulatoren - (IEC 60904-9:2007); Deutsche Fassung EN 60904-9:2007 |
| DIN EN 60904-10        | VDE 0126-4-10                     | 2010-10 | Photovoltaische Einrichtungen - Teil 10: Messverfahren für die Linearität - (IEC 60904-10:2009); Deutsche Fassung EN 6090410:2010 |
| DIN EN 50548           | VDE 0126-5                        | 2015-08 | Anschlussdosen für Photovoltaik-Module; - Deutsche Fassung EN 50548:2011 + A1:2013 + A2:2014 |
| DIN EN 60891           | VDE 0126-6                        | 2010-10 | Photovoltaische Einrichtungen - Verfahren zur Umrechnung von gemessenen Strom-Spannungs-Kennlinien auf andere Temperaturen und Bestrahlungsstärken - (IEC 60891:2009); Deutsche Fassung EN 60891:2010 |
| DIN CLC/TS 61836       | VDE V 0126-7                      | 2010-04 | Photovoltaische Solarenergiesysteme - Begriffe, Definitionen und Symbole - (IEC/TS 61836:2007); Deutsche Fassung CLC/TS 61836:2009 |
| DIN EN 61701           | VDE 0126-8                        | 2012-10 | Salznebel-Korrosionsprüfung von photovoltaischen (PV-)Modulen - (IEC 61701:2011); Deutsche Fassung EN 61701:2012 |
| DIN EN 50530           | VDE 0126-12                       | 2013-12 | Gesamtwirkungsgrad von Photovoltaik-Wechselrichtern; - Deutsche Fassung EN 50530:2010 + A1:2013 |
| DIN EN 50524           | VDE 0126-13                       | 2010-04 | Datenblatt- und Typschildangaben von Photovoltaik-Wechselrichtern; - Deutsche Fassung EN 50524:2009 |
| DIN EN 62109-1         | VDE 0126-14-1                     | 2011-04 | Sicherheit von Wechselrichtern zur Anwendung in photovoltaischen Energiesystemen - Teil 1: Allgemeine Anforderungen - (IEC 62109-1:2010); Deutsche Fassung EN 62109-1:2010 |
| DIN EN 62109-1         | VDE 0126-14-1 Berichtigung 1      | 2011-08 | Berichtigung zu DIN EN 62109-1 (VDE 0126-14-1):2011-04 |
| DIN EN 62109-1         | VDE 0126-14-1 Berichtigung 2      | 2013-09 | Berichtigung zu DIN EN 62109-1 (VDE 0126-14-1):2011-04; Deutsche Fassung EN 62109-1:2010 |
| DIN EN 62109-2         | VDE 0126-14-2                     | 2012-04 | Sicherheit von Leistungsumrichtern zur Anwendung in photovoltaischen Energiesystemen - Teil 2: Besondere Anforderungen an Wechselrichter - (IEC 62109-2:2011); Deutsche Fassung EN 62109-2:2011 |
| DIN EN 62509           | VDE 0126-15                       | 2012-03 | Leistung und Funktion von Photovoltaik-Batterieladereglern - (IEC 62509:2010); Deutsche Fassung EN 62509:2011 |
| DIN EN 50461           | VDE 0126-17-1                     | 2007-03 | Solarzellen - Datenblattangaben und Angaben zum Produkt für kristalline Silicium-Solarzellen; - Deutsche Fassung EN 50461:2006 |
| DIN EN 50513           | VDE 0126-18                       | 2009-12 | Solarscheiben - Datenblattangaben und Produktinformation für kristalline Silicium-Scheiben zur Solarzellenherstellung; - Deutsche Fassung EN 50513:2009 |
| DIN EN 62093           | VDE 0126-20                       | 2005-12 | BOS-Bauteile für photovoltaische Systeme - Bauarteignung natürliche Umgebung - (IEC 62093:2005); Deutsche Fassung EN 62093:2005 |
| DIN EN 62124           | VDE 0126-20-1                     | 2005-10 | Photovoltaische (PV) Inselsysteme - Bauarteignung und Typprüfung - (IEC 62124:2004); Deutsche Fassung EN 62124:2005 |
| DIN EN 62446           | VDE 0126-23                       | 2010-07 | Netzgekoppelte Photovoltaik-Systeme - Mindestanforderungen an Systemdokumentation, Inbetriebnahmeprüfung und wiederkehrende Prüfungen - (IEC 62446:2009); Deutsche Fassung EN 62446:2009 |
| DIN EN 61829           | VDE 0126-24                       | 2016-09 | Photovoltaische (PV) Modulgruppen Messen der Strom-Spannungs-Kennlinien am Einsatzort |
| DIN EN 61724-1         | VDE 0126-25-1                     | 2022-11 | Betriebsverhalten von Photovoltaik-Systemen - Teil 1: Überwachung |
| DIN EN 61730-1         | VDE 0126-30-1                     | 2007-10 | Photovoltaik(PV)-Module - Sicherheitsqualifikation - Teil 1: Anforderungen an den Aufbau - (IEC 61730-1:2004, modifiziert); Deutsche Fassung EN 61730-1:2007 |
| DIN EN 61730-1/A1      | VDE 0126-30-1/A1                  | 2012-09 | Photovoltaik(PV)-Module – Sicherheitsqualifikation - Teil 1: Anforderungen an den Aufbau - (IEC 61730-1:2004/A1:2011); Deutsche Fassung EN 61730-1:2007/A1:2012 |
| DIN EN 61730-1/A2      | VDE 0126-30-1/A2                  | 2014-01 | Photovoltaik(PV)-Module – Sicherheitsqualifikation - Teil 1: Anforderungen an den Aufbau - (IEC 61730-1:2004/A2:2013); Deutsche Fassung EN 61730-1:2007/A2:2013 |
| DIN EN 61730-1/A11     | VDE 0126-30-1/A11                 | 2015-08 | Photovoltaik(PV)-Module – Sicherheitsqualifikation - Teil 1: Anforderungen an den Aufbau; - Deutsche Fassung EN 617301:2007/A11:2014 |
| DIN EN 61730-2         | VDE 0126-30-2                     | 2012-09 | Photovoltaik(PV)-Module – Sicherheitsqualifikation - Teil 2: Anforderungen an die Prüfung - (IEC 61730-2:2004, modifiziert + A1:2011); Deutsche Fassung EN 61730-2:2007 + A1:2012 |
| DIN EN 61215           | VDE 0126-31                       | 2006-02 | Terrestrische kristalline Silizium-Photovoltaik-(PV-) Module -Bauarteignung und Bauartzulassung - (IEC 61215:2005); Deutsche Fassung EN 61215:2005 |
| DIN EN 61646           | VDE 0126-32                       | 2009-03 | Terrestrische Dünnschicht-Photovoltaik(PV)-Module - Bauarteignung und Bauartzulassung - (IEC 61646:2008); Deutsche Fassung EN 61646:2008 |
| DIN EN 62108           | VDE 0126-33                       | 2008-07 | Konzentrator-Photovoltaik (CPV)-Module und -Anordnungen - Bauarteignung und Bauartzulassung - (IEC 62108:2007); Deutsche Fassung EN 62108:2008 |
| DIN EN 61853-1         | VDE 0126-34-1                     | 2011-12 | Prüfung des Leistungsverhaltens von photovoltaischen (PV-)Modulen und Energiebemessung - Teil 1: Leistungsmessung in Bezug auf Bestrahlungsstärke und Temperatur sowie Leistungsbemessung - (IEC 61853-1:2011); Deutsche Fassung EN 618531:2011 |
| DIN EN 62670-1         | VDE 0126-35-1                     | 2014-11 | Konzentrator-Photovoltaik (CPV) – Leistungsmessung - Teil 1: Standardprüfbedingungen - (IEC 62670-1:2013); Deutsche Fassung EN 62670-1:2014 |
| DIN EN 62670-2         | VDE 0126-35-2                     | 2015-12 | Konzentrator-Photovoltaik (CPV) – Leistungsmessung - Teil 2: Energiemessung - (IEC 62670-2:2015); Deutsche Fassung EN 62670-2:2015 |
| DIN EN 62759-1         | VDE 0126-38                       | 2016-03 | Photovoltaik(PV)-Module – Transportprüfung - Teil 1: Transport und Versand von PV-Modulpaketen - (IEC 62759-1:2015); Deutsche Fassung EN 62759-1:2015 |
| DIN EN 62716           | VDE 0126-39                       | 2014-05 | Photovoltaische (PV-)Module – Ammoniak-Korrosionsprüfung - (IEC 62716:2013); Deutsche Fassung EN 62716:2013 |
| DIN EN 62253           | VDE 0126-50                       | 2012-05 | Photovoltaische Pumpensysteme - Bauarteignung und Prüfung des Leistungsverhaltens - (IEC 62253:2011); Deutsche Fassung EN 62253:2011 |
| DIN IEC/TS 62257-1     | VDE V 0126-52                     | 2014-09 | Empfehlungen für kleine Anlagen mit erneuerbarer Energie und Hybridanlagen für die Elektrifizierung ländlicher Gebiete - Teil 1: Allgemeine Einführung zur Reihe IEC 62257 und Elektrifizierung ländlicher Gebiete - (IEC/TS 62257-1:2013) |
| DIN IEC/TS 62727       | VDE V 0126-60                     | 2014-11 | Photovoltaische Systeme - Spezifikationen für Sonnen-Nachführeinrichtungen - (IEC/TS 62727:2012) |
| DIN EN 62817           | VDE 0126-61                       | 2015-11 | Sonnen-Nachführeinrichtungen für photovoltaische Systeme - Bauarteignung - (IEC 62817:2014); Deutsche Fassung EN 62817:2015 |
| DIN IEC/TS 62789       | VDE V 0126-70                     | 2016-03 | Spezifikation der Beschreibung von Konzentratorzellen - (IEC/TS 62789:2014) |
| DIN EN 62852           | VDE 0126-300                      | 2015-10 | Steckverbinder für Gleichspannungsanwendungen in Photovoltaik-Systemen - Sicherheitsanforderungen und Prüfungen - (IEC 62852:2014); Deutsche Fassung EN 62852:2015 |
| DIN EN 62790           | VDE 0126-500                      | 2016-02 | Anschlussdosen für Photovoltaik-Module - Sicherheitsanforderungen und Prüfungen - (IEC 62790:2014); Deutsche Fassung EN 62790:2015 |
| DIN EN 61400-1         | VDE 0127-1                        | 2011-08 | Windenergieanlagen - Teil 1: Auslegungsanforderungen - (IEC 61400-1:2005 + A1:2010); Deutsche Fassung EN 61400-1:2005 + A1:2010 |
| DIN EN 61400-2         | VDE 0127-2                        | 2015-05 | Windenergieanlagen - Teil 2: Anforderungen für kleine Windenergieanlagen - (IEC 61400-2:2013); Deutsche Fassung EN 614002:2014 |
| DIN EN 61400-3         | VDE 0127-3                        | 2010-01 | Windenergieanlagen - Teil 3: Auslegungsanforderungen für Windenergieanlagen auf offener See - (IEC 61400-3:2009); Deutsche Fassung EN 61400-3:2009 |
| DIN EN 61400-4         | VDE 0127-4                        | 2013-10 | Windenergieanlagen - Teil 4: Auslegungsanforderungen für Getriebe von Windenergieanlagen - (IEC 61400-4:2012); Deutsche Fassung EN 61400-4:2013 |
| DIN EN 61400-11        | VDE 0127-11                       | 2013-09 | Windenergieanlagen - Teil 11: Schallmessverfahren (IEC 61400-11:2012); Deutsche Fassung EN 61400-11:2013 |
| DIN EN 61400-12-1      | VDE 0127-12-1                     | 2007-02 | Windenergieanlagen - Teil 12-1: Messung des Leistungsverhaltens einer Windenergieanlage - (IEC 61400-12-1:2005); Deutsche Fassung EN 61400-12-1:2006 |
| DIN EN 61400-12-2      | VDE 0127-12-2                     | 2014-02 | Windenergieanlagen - Teil 12-2: Leistungsverhalten von Elektrizität erzeugenden Windenergieanlagen mit Gondelanemometer - (IEC 61400-12-2:2013); Deutsche Fassung EN 61400-12-2:2013 |
| DIN EN 61400-21        | VDE 0127-21                       | 2009-06 | Windenergieanlagen - Teil 21: Messung und Bewertung der Netzverträglichkeit von netzgekoppelten Windenergieanlagen - (IEC 61400-21:2008); Deutsche Fassung EN 61400-21:2008 |
| DIN EN 61400-22        | VDE 0127-22                       | 2011-10 | Windenergieanlagen - Teil 22: Konformitätsprüfung und Zertifizierung - (IEC 61400-22:2010); Deutsche Fassung EN 6140022:2011 |
| DIN EN 61400-23        | VDE 0127-23                       | 2014-12 | Windenergieanlagen - Teil 23: Rotorblätter – Experimentelle Strukturprüfung - (IEC 61400-23:2014); Deutsche Fassung EN 61400-23:2014 |
| DIN EN 61400-24        | VDE 0127-24                       | 2011-04 | Windenergieanlagen - Teil 24: Blitzschutz - (IEC 61400-24:2010); Deutsche Fassung EN 61400-24:2010 |
| DIN EN 61400-25-2      | VDE 0127-25-2                     | 2016-06 | Windenergieanlagen - Teil 25-2: Kommunikation für die Überwachung und Steuerung von Windenergieanlagen – Informationsmodelle - (IEC 61400-25-2:2015); Englische Fassung EN 61400-25-2:2015 |
| DIN EN 61400-25-3      | VDE 0127-25-3                     | 2016-05 | Windenergieanlagen - Teil 25-3: Kommunikation für die Überwachung und Steuerung von Windenergieanlagen – Dienste-Modelle für den Informationsaustausch - (IEC 61400-25-3:2015); Englische Fassung EN 61400-25-3:2015 |
| DIN IEC/TS 61400-26-2  | VDE V 0127-26-2                   | 2015-05 | Windenergieanlagen - Teil 26-2: Erzeugungsbasierte Verfügbarkeit von Windenergieanlagen - (IEC/TS 61400-26-2:2014) |
| DIN EN 61400-27-1      | VDE 0127-27-1                     | 2016-05 | Windenergieanlagen - Teil 27-1: Elektrische Simulationsmodelle – Windenergieanlagen - (IEC 61400-27-1:2015); Deutsche Fassung EN 61400-27-1:2015 |
| DIN EN 50308           | VDE 0127-100                      | 2005-03 | Windenergieanlagen - Schutzmaßnahmen – Anforderungen für Konstruktion, Betrieb und Wartung; - Deutsche Fassung EN 50308:2004 |
| DIN EN 50308           | VDE 0127-100 Berichtigung 1       | 2008-11 | Berichtigungen zu DIN EN 50308 (VDE 0127-100):2005-03; Deutsche Fassung CENELEC-Cor.:2005 zu EN 50308:2004 |
| DIN EN 50107-1         | VDE 0128-1                        | 2003-06 | Leuchtröhrengeräte und Leuchtröhrenanlagen mit einer Leerlaufspannung über 1 kV, aber nicht über 10 kV - Teil 1: Allgemeine Anforderungen; - Deutsche Fassung EN 50107-1:2002 |
| DIN EN 50107-2         | VDE 0128-2                        | 2005-09 | Leuchtröhrengeräte und Leuchtröhrenanlagen mit einer Leerlaufspannung über 1 kV, aber nicht über 10 kV - Teil 2: Anforderungen an Erdschluss-Schutzeinrichtungen und Leerlauf-Schutzeinrichtungen; - Deutsche Fassung EN 50107-2:2005 |
| DIN EN 60092-507       | VDE 0129-507                      | 2001-11 | Elektrische Anlagen auf Schiffen - Yachten - (IEC 60092-507:2000); Deutsche Fassung EN 60092-507:2000 |
| DIN IEC/TS 62282-1     | VDE V 0130-1                      | 2015-06 | Brennstoffzellentechnologien - Teil 1: Begriffe -(IEC/TS 62282-1:2013) |
| DIN EN 62282-2         | VDE 0130-2                        | 2013-01 | Brennstoffzellentechnologien - Teil 2: Brennstoffzellenmodule - (IEC 62282-2:2012); Deutsche Fassung EN 62282-2:2012 |
| DIN EN 62282-3-100     | VDE 0130-3-100                    | 2012-12 | Brennstoffzellentechnologien - Teil 3-100: Stationäre Brennstoffzellen-Energiesysteme – Sicherheit - (IEC 62282-3-100:2012); Deutsche Fassung EN 62282-3-100:2012 |
| DIN EN 62282-3-200     | VDE 0130-3-200                    | 2012-08 | Brennstoffzellentechnologien - Teil 3-200: Stationäre Brennstoffzellen-Energiesysteme – Leistungskennwerteprüfverfahren - (IEC 62282-3-200:2011); Deutsche Fassung EN 62282-3-200:2012 |
| DIN EN 62282-3-201     | VDE 0130-3-201                    | 2014-05 | Brennstoffzellentechnologien - Teil 3-201: Stationäre Brennstoffzellen-Energiesysteme – Leistungskennwerteprüfverfahren für kleine Brennstoffzellen-Energiesysteme - (IEC 62282-3-201:2013); Deutsche Fassung EN 62282-3-201:2013 |
| DIN EN 62282-3-300     | VDE 0130-3-300                    | 2013-03 | Brennstoffzellentechnologien - Teil 3-300: Stationäre-Brennstoffzellen-Energiesysteme – Installation - (IEC 62282-3-300:2012); Deutsche Fassung EN 62282-3-300:2012 |
| DIN EN 62282-4-101     | VDE 0130-4-101                    | 2015-06 | Brennstoffzellen-Technologien - Teil 4-101: Antriebe mit Brennstoffzellen-Energiesystemen (mit Ausnahme von Straßenfahrzeugen und Hilfsantrieben) – Elektrisch betriebene Flurförderfahrzeuge – Sicherheit - (IEC 62282-4-101:2014); Deutsche Fassung EN 62282-4-101:2014                                                                                           |
| DIN EN 62282-5-1       | VDE 0130-5-1                      | 2013-07 | Brennstoffzellentechnologien - Teil 5-1: Portable Brennstoffzellen-Energiesysteme – Sicherheit - (IEC 62282-5-1:2012); Deutsche Fassung EN 62282-5-1:2012 |
| DIN EN 62282-6-100     | VDE 0130-6-100                    | 2012-06 | Brennstoffzellentechnologien - Teil 6-100: Mikro-Brennstoffzellen-Energiesysteme – Sicherheit - (IEC 62282-6-100:2010 + Cor.:2011); Deutsche Fassung EN 62282-6-100:2010 |
| DIN EN 62282-6-100/A1  | VDE 0130-6-100/A1                 | 2013-08 | Brennstoffzellentechnologien - Teil 6-100: Mikro-Brennstoffzellen-Energiesysteme – Sicherheit - (IEC 62282-6100:2010/A1:2012); Deutsche Fassung EN 62282-6-100:2010/A1:2012 |
| DIN EN 62282-6-200     | VDE 0130-6-200                    | 2013-05 | Brennstoffzellentechnologien - Teil 6-200: Mikro-Brennstoffzellen-Energiesysteme – Leistungskennwerteprüfverfahren - (IEC 62282-6-200:2012); Deutsche Fassung EN 62282-6-200:2012 |
| DIN EN 62282-6-300     | VDE 0130-6-300                    | 2014-01 | Brennstoffzellentechnologien - Teil 6-300: Mikro-Brennstoffzellen-Energiesysteme – Austauschbarkeit der Brennstoffkartusche - (IEC 62282-6-300:2012); Deutsche Fassung EN 62282-6-300:2013 |
| DIN IEC/TS 62282-7-1   | VDE V 0130-7-1                    | 2012-09 | Brennstoffzellentechnologien - Teil 7-1: Prüfverfahren für Einzelzellen von Polymer-Elektrolyt-Brennstoffzellen (PEFC) - (IEC/TS 62282-7-1:2010) |
| DIN IEC/TS 62282-7-2   | VDE V 0130-7-2                    | 2015-06 | Brennstoffzellentechnologien - Teil 7-2: Prüfverfahren – Prüfungen zum Nachweis des Einzelzellen- und Stackleistungsverhaltens von Festoxid-Brennstoffzellen (SOFC) - (IEC/TS 62282-7-2:2014) |
| DIN EN 50465           | VDE 0130-310                      | 2015-06 | Gasgeräte - Geräte zur Kraft-Wärme-Kopplung mit einer Nennwärmebelastung kleiner oder gleich 70 kW; - Deutsche Fassung EN 50465:2015 |
| DIN 57131              | VDE 0131                          | 1984-04 | Errichtung und Betrieb von Elektrozaunanlagen |
| DIN VDE 0132           | VDE 0132                          | 2015-10 | Brandbekämpfung und technische Hilfeleistung im Bereich elektrischer Anlagen |
| DIN EN 61140           | VDE 0140-1                        | 2007-03 | Schutz gegen elektrischen Schlag - Gemeinsame Anforderungen für Anlagen und Betriebsmittel - (IEC 61140:2001 + A1:2004, modifiziert); Deutsche Fassung EN 61140:2002 + A1:2006 |
| DIN IEC/TS 60479-1     | VDE V 0140-479-1                  | 2007-05 | Wirkungen des elektrischen Stromes auf Menschen und Nutztiere - Teil 1: Allgemeine Aspekte - (IEC/TS 60479-1:2005 + Corrigendum Oktober 2006) |
| DIN V VDE V 0140-479-3 | VDE V 0140-479-3                  | 2001-04 | Wirkungen des elektrischen Stromes auf Menschen und Nutztiere - Wirkungen von Strömen durch den Körper von Nutztieren - Identisch mit IEC-Report 60479-3:1998 |
| DIN V VDE V 0140-479-4 | VDE V 0140-479-4                  | 2005-10 | Wirkungen des Stromes auf Menschen und Nutztiere - Teil 4: Wirkungen von Blitzschlägen auf Menschen und Nutztiere - (IEC TR 60479-4:2004) |
| DIN VDE 0141           | VDE 0141                          | 2000-01 | Erdungen für spezielle Starkstromanlagen mit Nennspannungen über 1 kV |
| DIN EN 50186-1         | VDE 0143-1                        | 1999-01 | Abspritzeinrichtungen für Starkstromanlagen mit Nennspannungen über 1 kV - Allgemeine Anforderungen; - Deutsche Fassung EN 50186-1:1998 |
| DIN EN 50186-2         | VDE 0143-2                        | 1999-01 | Abspritzeinrichtungen für Starkstromanlagen mit Nennspannungen über 1 kV - Nationale Anhänge; - Deutsche Fassung EN 50186-2:1998 |
| DIN EN 50176           | VDE 0147-101                      | 2010-04 | Stationäre Ausrüstung zum elektrostatischen Beschichten mit entzündbaren flüssigen Beschichtungsstoffen - Sicherheitsanforderungen; - Deutsche Fassung EN 50176:2009 |
| DIN EN 50177           | VDE 0147-102                      | 2010-04 | Stationäre Ausrüstung zum elektrostatischen Beschichten mit entzündbaren Beschichtungspulvern - Sicherheitsanforderungen; - Deutsche Fassung EN 50177:2009 |
| DIN EN 50177/A1        | VDE 0147-102/A1                   | 2013-01 | Stationäre Ausrüstung zum elektrostatischen Beschichten mit entzündbaren Beschichtungspulvern – Sicherheitsanforderungen; - Deutsche Fassung EN 50177:2009/A1:2012 |
| DIN EN 50223           | VDE 0147-103                      | 2015-09 | Stationäre elektrostatische Flockanlagen für entzündbaren Flock - Sicherheitsanforderungen; - Deutsche Fassung EN 50223:2015 |
| DIN EN 50348           | VDE 0147-200                      | 2010-08 | Stationäre Ausrüstung zum elektrostatischen Beschichten mit nichtentzündbaren flüssigen Beschichtungsstoffen - Sicherheitsanforderungen; - Deutsche Fassung EN 50348:2010 + Cor.:2010 |
| DIN EN 50162           | VDE 0150                          | 2005-05 | Schutz gegen Korrosion durch Streuströme aus Gleichstromanlagen; - Deutsche Fassung EN 50162:2004 |
| DIN VDE 0151           | VDE 0151                          | 1986-06 | Werkstoffe und Mindestmaße von Erdern bezüglich der Korrosion |
| DIN EN 50178           | VDE 0160                          | 1998-04 | Ausrüstung von Starkstromanlagen mit elektronischen Betriebsmitteln - Deutsche Fassung EN 50178:1997 |
| DIN EN 61800-1         | VDE 0160-101                      | 1999-08 | Drehzahlveränderbare elektrische Antriebe - Allgemeine Anforderungen - Festlegungen für die Bemessung von NiederspannungsGleichstrom-Antriebssystemen - (IEC 61800-1:1997); Deutsche Fassung EN 61800-1:1998 |
| DIN EN 61800-2         | VDE 0160-102                      | 1999-08 | Drehzahlveränderbare elektrische Antriebe - Allgemeine Anforderungen - Festlegungen für die Bemessung von NiederspannungsWechselstrom-Antriebssystemen mit einstellbarer Frequenz - (IEC 61800-2:1998); Deutsche Fassung EN 61800-2:1998 |
| DIN EN 61800-3         | VDE 0160-103                      | 2012-09 | Drehzahlveränderbare elektrische Antriebe -Teil 3: EMV-Anforderungen einschließlich spezieller Prüfverfahren - (IEC 618003:2004 + A1:2011); Deutsche Fassung EN 61800-3:2004 + A1:2012 |
| DIN EN 61800-3         | VDE 0160-103 Berichtigung 1       | 2014-02 | Berichtigung zu DIN EN 61800-3 (VDE 0160-103):2012-09; Deutsche Fassung EN 61800-3:2004 + A1:2012 |
| DIN EN 61800-4         | VDE 0160-104                      | 2003-08 | Drehzahlveränderbare elektrische Antriebe - Teil 4: Allgemeine Anforderungen - Festlegungen für die Bemessung von Wechselstrom-Antriebssystemen über 1 000 V AC und höchstens 35 kV - (IEC 61800-4:2002); Deutsche Fassung EN 618004:2003 |
| DIN EN 61800-5-1       | VDE 0160-105-1                    | 2008-04 | Elektrische Leistungsantriebssysteme mit einstellbarer Drehzahl - Teil 5-1: Anforderungen an die Sicherheit – Elektrische, thermische und energetische Anforderungen - (IEC 61800-5-1:2007); Deutsche Fassung EN 61800-5-1:2007 |
| DIN EN 61800-5-1       | VDE 0160-105-1 Berichtigung 1     | 2010-04 | Berichtigung zu DIN EN 61800-5-1 (VDE 0160-105-1):2008-04 |
| DIN EN 61800-5-1       | VDE 0160-105-1 Berichtigung 2     | 2014-02 | Berichtigung zu DIN EN 61800-5-1(VDE 0160-105-1):2008-04; Deutsche Fassung EN 61800-5-1:2007 |
| DIN EN 61800-5-2       | VDE 0160-105-2                    | 2008-04 | Elektrische Leistungsantriebssysteme mit einstellbarer Drehzahl - Teil 5-2: Anforderungen an die Sicherheit – Funktionale Sicherheit - (IEC 61800-5-2:2007); Deutsche Fassung EN 61800-5-2:2007 |
| DIN V VDE V 0160-106   | VDE V 0160-106                    | 2007-07 | Elektrische Leistungsantriebssysteme mit einstellbarer Drehzahl - Teil 6: Richtlinie zur Bestimmung von Lastspielarten und entsprechenden Strombemessungen - (IEC/TR 61800-6:2003); Deutsche Fassung CLC/TR 61800-6:2007 |
| DIN EN 50598-1         | VDE 0160-201                      | 2015-05 | Ökodesign für Antriebssysteme, Motorstarter, Leistungselektronik und deren angetriebene Einrichtungen - Teil 1: Allgemeine Anforderungen zur Erstellung von Normen zur Energieeffizienz von Ausrüstungen mit Elektroantrieb nach dem erweiterten Produktansatz (EPA) mit semi-analytischen Modellen (SAM); - Deutsche Fassung EN 50598-1:2014                       |
| DIN EN 50598-2         | VDE 0160-202                      | 2015-05 | Ökodesign für Antriebssysteme, Motorstarter, Leistungselektronik und deren angetriebene Einrichtungen - Teil 2: Indikatoren für die Energieeffizienz von Antriebssystemen und Motorstartern; - Deutsche Fassung EN 50598-2:2014 |
| DIN EN 50598-3         | VDE 0160-203                      | 2015-09 | Ökodesign für Antriebssysteme, Motorstarter, Leistungselektronik und deren angetriebene Einrichtungen - Teil 3: Quantitativer Ökodesign-Ansatz mittels Ökobilanz einschließlich Produktkategorieregeln und des Inhaltes von Umweltdeklarationen; - Deutsche Fassung EN 50598-3:2015                                                                                 |
| DIN EN 61850-3         | VDE 0160-850-3                    | 2014-11 | Kommunikationsnetze und -systeme für die Automatisierung in der elektrischen Energieversorgung - Teil 3: Allgemeine Anforderungen - (IEC 61850-3:2013); Deutsche Fassung EN 61850-3:2014 |
| DIN VDE V 0161-11      | VDE V 0161-11                     | 2012-01 | Elektrische Anlagen für Beleuchtung und Befeuerung von Flugplätzen - Teil 11: Elektronische Lampensysteme in Serienstromkreisen – Allgemeine Sicherheitsfestlegungen |
| DIN EN 61822           | VDE 0161-100                      | 2010-03 | Elektrische Anlagen für Beleuchtung und Befeuerung von Flugplätzen - Konstantstromregler - (IEC 61822:2009); Deutsche Fassung EN 61822:2009 |
| DIN EN 61821           | VDE 0161-103 Beiblatt 1           | 2004-05 | Elektrische Anlagen für Beleuchtung und Befeuerung von Flugplätzen - Instandhaltung von Konstantstrom-Serienkreisen für Flugplatzbefeuerungsanlagen; Beiblatt 1: Formblatt |
| DIN EN 61821           | VDE 0161-103                      | 2012-08 | Elektrische Anlagen für Beleuchtung und Befeuerung von Flugplätzen - Instandhaltung von Konstantstrom-Serienkreisen für Flugplatzbefeuerungsanlagen - (IEC 61821:2011); Deutsche Fassung EN 61821:2011 |
| DIN EN 61823           | VDE 0161-104                      | 2003-10 | Elektrische Anlagen für Beleuchtung und Befeuerung von Flugplätzen - AGL-Serienkreistransformatoren - (IEC 61823:2002, modifiziert); Deutsche Fassung EN 61823:2003 |
| DIN EN 62870           | VDE 0161-105                      | 2016-07 | Elektrische Anlagen für Beleuchtung und Befeuerung von Flugplätzen - Sicherheitssekundärkreise in Serienstromkreisen – Allgemeine Sicherheitsfestlegungen - (IEC 62870:2015); Deutsche Fassung EN 62870:2015 |
| DIN EN 50490           | VDE 0161-106                      | 2009-04 | Elektrische Anlagen für Beleuchtung und Befeuerung von Flugplätzen - Technische Anforderungen für Steuer- und Überwachungssysteme von Flugplatzbefeuerungsanlagen – Geräte für selektives Schalten und Überwachen individueller Feuer; - Deutsche Fassung EN 50490:2008                                                                                             |
| DIN EN 50512           | VDE 0161-110                      | 2009-12 | Elektrische Anlagen für Beleuchtung und Befeuerung von Flugplätzen - Erweitertes optisches Andockführungssystem (AVDGS); - Deutsche Fassung EN 50512:2009 |
| DIN V ENV 50230        | VDE V 0161-230                    | 1998-04 | Elektrische Flugplatzbefeuerungsanlagen - Steuer- und Überwachungssysteme - Allgemeine Anforderungen - Deutsche Fassung ENV 50230:1997 |
| DIN V ENV 50234        | VDE V 0161-234                    | 1998-04 | Elektrische Flugplatzbefeuerungsanlagen - Blitzfeuer - Betriebsmittelbestimmungen und Prüfungen; - Deutsche Fassung ENV 50234:1997 |
| DIN V ENV 50235        | VDE V 0161-235                    | 1998-04 | Elektrische Flugplatzbefeuerungsanlagen - Zeichen - Betriebsmittelbestimmungen und Prüfungen; - Deutsche Fassung ENV 50235:1997 |
| DIN EN 60079-14        | VDE 0165-1                        | 2014-10 | Explosionsgefährdete Bereiche - Teil 14: Projektierung, Auswahl und Errichtung elektrischer Anlagen - (IEC 60079-14:2013); Deutsche Fassung EN 60079-14:2014 |
| DIN EN 60079-14        | VDE 0165-1 Berichtigung 1         | 2016-06 | Berichtigung zu DIN EN 60079-14 (VDE 0165-1):2014-10, (IEC 60079-14:2013/COR1:2016); Deutsche Fassung EN 6007914:2014/AC:2016 |
| DIN EN 60079-17        | VDE 0165-10-1                     | 2014-10 | Explosionsgefährdete Bereiche - Teil 17: Prüfung und Instandhaltung elektrischer Anlagen - (IEC 60079-17:2013); Deutsche Fassung EN 60079-17:2014 |
| DIN EN 60079-19        | VDE 0165-20-1                     | 2015-09 | Explosionsgefährdete Bereiche - Teil 19: Gerätereparatur, Überholung und Regenerierung - (IEC 60079-19:2010 + A1:2015); Deutsche Fassung EN 60079-19:2011 + A1:2015 |
| DIN EN 60079-10-1      | VDE 0165-101                      | 2009-10 | Explosionsfähige Atmosphäre - Teil 10-1: Einteilung der Bereiche – Gasexplosionsgefährdete Bereiche - (IEC 60079-10-1:2008); Deutsche Fassung EN 60079-10-1:2009 |
| DIN EN 60079-10-2      | VDE 0165-102                      | 2015-10 | Explosionsgefährdete Bereiche - Teil 10-2: Einteilung der Bereiche – Staubexplosionsgefährdete Bereiche - (IEC 60079-102:2015); Deutsche Fassung EN 60079-10-2:2015 |
| DIN V VDE V 0166       | VDE V 0166                        | 2011-04 | Errichten elektrischer Anlagen in Bereichen, die durch Stoffe mit explosiven Eigenschaften gefährdet sind |
| DIN VDE 0168           | VDE 0168                          | 1992-01 | Errichten elektrischer Anlagen in Tagebauen, Steinbrüchen und ähnlichen Betrieben |
| DIN EN 60079-0         | VDE 0170-1 Beiblatt 1             | 2014-06 | Explosionsgefährdete Bereiche - Teil 0: Betriebsmittel – Allgemeine Anforderungen; Beiblatt 1: Auslegungsblatt 1 - (IEC 600790/ISH1:2013) |
| DIN EN 60079-0         | VDE 0170-1                        | 2014-06 | Explosionsgefährdete Bereiche - Teil 0: Betriebsmittel - Allgemeine Anforderungen - (IEC 60079-0:2011, modifiziert +Cor.:2012+ Cor.:2013); Deutsche Fassung EN 60079-0:2012 + A11:2013 |
| DIN EN 60079-6         | VDE 0170-2                        | 2016-06 | Explosionsgefährdete Bereiche - Teil 6: Geräteschutz durch Flüssigkeitskapselung „o“ - (IEC 60079-6:2015); Deutsche Fassung EN 60079-6:2015 |
| DIN EN 60079-2         | VDE 0170-3                        | 2015-05 | Explosionsgefährdete Bereiche - Teil 2: Geräteschutz durch Überdruckkapselung „p“ - (IEC 60079-2:2014); Deutsche Fassung EN 60079-2:2014 |
| DIN EN 60079-2         | VDE 0170-3 Berichtigung 1         | 2016-01 | Berichtigung zu DIN EN 60079-2 (VDE 0170-3):2015-05; (IEC-Cor.:2015 zu IEC 60079-2:2014) |
| DIN EN 60079-5         | VDE 0170-4                        | 2015-12 | Explosionsgefährdete Bereiche - Teil 5: Geräteschutz durch Sandkapselung „q“ - (IEC 60079-5:2015); Deutsche Fassung EN 60079-5:2015 |
| DIN EN 60079-1         | VDE 0170-5                        | 2015-04 | Explosionsgefährdete Bereiche - Teil 1: Geräteschutz durch druckfeste Kapselung „d“ - (IEC 60079-1:2014); Deutsche Fassung EN 60079-1:2014 |
| DIN EN 60079-7         | VDE 0170-6                        | 2007-08 | Explosionsfähige Atmosphäre - Teil 7: Geräteschutz durch erhöhte Sicherheit „e“ - (IEC 60079-7:2006); Deutsche Fassung EN 60079-7:2007 |
| DIN EN 60079-11        | VDE 0170-7                        | 2012-06 | Explosionsgefährdete Bereiche - Teil 11: Geräteschutz durch Eigensicherheit „i“ - (IEC 60079-11:2011 + Cor.:2012); Deutsche Fassung EN 60079-11:2012 |
| DIN EN 60079-18        | VDE 0170-9                        | 2015-10 | Explosionsgefährdete Bereiche - Teil 18: Geräteschutz durch Vergusskapselung „m“ - (IEC 60079-18:2014); Deutsche Fassung EN 60079-18:2015 |
| DIN EN 60079-25        | VDE 0170-10-1                     | 2011-06 | Explosionsfähige Atmosphäre - Teil 25: Eigensichere Systeme - (IEC 60079-25:2010); Deutsche Fassung EN 60079-25:2010 |
| DIN EN 60079-25        | VDE 0170-10-1 Berichtigung 1      | 2014-01 | Berichtigung zu DIN EN 60079-25 (VDE 0170-10-1):2011-06; Deutsche Fassung EN 60079-25:2010/AC:2013 |
| DIN EN 60079-26        | VDE 0170-12-1                     | 2015-05 | Explosionsgefährdete Bereiche - Teil 26: Betriebsmittel mit Geräteschutzniveau (EPL) Ga - (IEC 60079-26:2014); Deutsche Fassung EN 60079-26:2015 |
| DIN EN 50303           | VDE 0170-12-2                     | 2001-05 | Gruppe I, Kategorie-M1-Geräte für den Einsatz in Atmosphären, die durch Grubengas und/oder brennbare Stäube gefährdet sind - Deutsche Fassung EN 50303:2000 |
| DIN EN 60079-35-1      | VDE 0170-14-1                     | 2012-01 | Kopfleuchten für die Verwendung in schlagwettergefährdeten Grubenbauen - Teil 35-1: Allgemeine Anforderungen – Konstruktion und Prüfung in Relation zum Explosionsrisiko - (IEC 60079-35-1:2011); Deutsche Fassung EN 60079-35-1:2011 + Cor.:2011 |
| DIN EN 60079-35-2      | VDE 0170-14-2                     | 2012-12 | Explosionsfähige Atmosphäre - Teil 35-2: Kopfleuchten für die Verwendung in schlagwettergefährdeten Grubenbauen – Gebrauchstauglichkeit und andere sicherheitsrelevante Themen - (IEC 60079-35-2:2011); Deutsche Fassung EN 60079-352:2012 |
| DIN EN 60079-31        | VDE 0170-15-1                     | 2014-12 | Explosionsgefährdete Bereiche - Teil 31: Geräte-Staubexplosionsschutz durch Gehäuse „t“ - (IEC 60079-31:2013); Deutsche Fassung EN 60079-31:2014 |
| DIN EN 50281-2-1       | VDE 0170-15-2-1                   | 1999-11 | Elektrische Betriebsmittel zur Verwendung in Bereichen mit brennbarem Staub - Teil 2-1: Untersuchungsverfahren - Verfahren zur Bestimmung der Mindestzündtemperatur von Staub; - Deutsche Fassung EN 50281-2-1:1998 + Corrigendum 1999 |
| DIN EN 61241-2-2       | VDE 0170-15-2-2                   | 1996-04 | Elektrische Betriebsmittel zur Verwendung in Bereichen mit brennbarem Staub - Untersuchungsverfahren - Verfahren zur Bestimmung des elektrischen Widerstandes von Staubschüttungen - (IEC 61241-2-2:1993 + Corrigendum 1994); Deutsche Fassung EN 61241-2-2:1995 |
| DIN EN 60079-15        | VDE 0170-16                       | 2011-02 | Explosionsfähige Atmosphäre - Teil 15: Geräteschutz durch Zündschutzart „n“ - (IEC 60079-15:2010); Deutsche Fassung EN 60079-15:2010 |
| DIN EN 50381           | VDE 0170-17                       | 2005-03 | Transportable ventilierte Räume mit oder ohne innere Freisetzungsstelle; - Deutsche Fassung EN 50381:2004 |
| DIN EN 50381           | VDE 0170-17 Berichtigung 1        | 2006-05 | Berichtigungen zu DIN EN 50381 (VDE 0170/0171-17):2005-03 |
| DIN EN 50495           | VDE 0170-18                       | 2010-10 | Sicherheitseinrichtungen für den sicheren Betrieb von Geräten im Hinblick auf Explosionsgefahren; - Deutsche Fassung EN 50495:2010 |
| DIN EN 60079-20-1      | VDE 0170-20-1                     | 2010-09 | Explosionsfähige Atmosphären - Teil 20-1: Stoffliche Eigenschaften zur Klassifizierung von Gasen und Dämpfen – Prüfmethoden und Daten - (IEC 60079-20-1:2010); Deutsche Fassung EN 60079-20-1:2010 |
| DIN EN 60079-28        | VDE 0170-28                       | 2016-04 | Explosionsgefährdete Bereiche - Teil 28: Schutz von Geräten und Übertragungssystemen, die mit optischer Strahlung arbeiten - (IEC 60079-28:2015); Deutsche Fassung EN 60079-28:2015 |
| DIN EN 60079-32-2      | VDE 0170-32-2                     | 2015-12 | Explosionsgefährdete Bereiche - Teil 32-2: Elektrostatische Gefährdungen – Prüfverfahren - (IEC 60079-32-2:2015); Deutsche Fassung EN 60079-32-2:2015 |
| DIN EN 60079-30-1      | VDE 0170-60-1                     | 2007-12 | Explosionsfähige Atmosphäre - Teil 30-1: Elektrische Widerstands-Begleitheizungen – Allgemeine Anforderungen und Prüfanforderungen - (IEC 60079-30-1:2007); Deutsche Fassung EN 60079-30-1:2007 |
| DIN EN 60079-30-2      | VDE 0170-60-2                     | 2007-12 | Explosionsfähige Atmosphäre - Teil 30-2: Elektrische Widerstands-Begleitheizungen – Anwendungsleitfaden für Entwurf, Installation und Instandhaltung - (IEC 60079-30-2:2007); Deutsche Fassung EN 60079-30-2:2007 |
| DIN EN 60079-13        | VDE 0170-313                      | 2011-09 | Explosionsfähige Atmosphäre - Teil 13: Geräteschutz durch überdruckgekapselte Räume - (IEC 60079-13:2010); Deutsche Fassung EN 60079-13:2010 |
| DIN EN 60038           | VDE 0175-1                        | 2012-04 | CENELEC-Normspannungen -(IEC 60038:2009, modifiziert); Deutsche Fassung EN 60038:2011 |
| DIN EN 60059           | VDE 0175-2                        | 2010-03 | IEC-Normwerte für Bemessungsströme - (IEC 60059:1999 + A1:2009); Deutsche Fassung EN 60059:1999 + A1:2009 |
| DIN EN 60196           | VDE 0175-3                        | 2010-03 | IEC-Normfrequenzen - (IEC 60196:2009); Deutsche Fassung EN 60196:2009 |
| DIN EN 62559-2         | VDE 0175-102                      | 2016-05 | Anwendungsfallmethodik - Teil 2: Definition der Anwendungsfallvorlage, Akteurliste und der Anforderungsliste - (IEC 625592:2015); Deutsche Fassung EN 62559-2:2015 |
| DIN VDE 0184           | VDE 0184                          | 2005-10 | Überspannungen und Schutz bei Überspannungen in Niederspannungs-Starkstromanlagen mit Wechselspannungen - Allgemeine grundlegende Informationen - (IEC TR 62066:2002) |
| DIN EN 50536           | VDE 0185-236                      | 2011-11 | Blitzschutz - Gewitterwarnsysteme; - Deutsche Fassung EN 50536:2011 + AC:2011 |
| DIN EN 50536/A1        | VDE 0185-236/A1                   | 2013-02 | Blitzschutz - Gewitterwarnsysteme; - Deutsche Fassung EN 50536:2011/A1:2012 |
| DIN EN 62305-1         | VDE 0185-305-1                    | 2011-10 | Blitzschutz - Teil 1: Allgemeine Grundsätze - (IEC 62305-1:2010, modifiziert); Deutsche Fassung EN 62305-1:2011 |
| DIN EN 62305-1         | VDE 0185-305-1 Berichtigung 1     | 2012-03 | Berichtigung zu DIN EN 62305-1 (VDE 0185-305-1):2011-10 |
| DIN EN 62305-2         | VDE 0185-305-2 Beiblatt 1         | 2013-02 | Blitzschutz - Teil 2: Risiko-Management – Beiblatt 1: Blitzgefährdung in Deutschland |
| DIN EN 62305-2         | VDE 0185-305-2 Beiblatt 2         | 2013-02 | Blitzschutz - Teil 2: Risiko-Management – Beiblatt 2: Berechnungshilfe zur Abschätzung des Schadensrisikos für bauliche Anlagen |
| DIN EN 62305-2         | VDE 0185-305-2 Beiblatt 3         | 2013-12 | Blitzschutz - Teil 2: Risiko-Management – Beiblatt 3: Zusätzliche Informationen zur Anwendung der DIN EN 62305-2 (VDE 0185305-2) |
| DIN EN 62305-2         | VDE 0185-305-2                    | 2013-02 | Blitzschutz - Teil 2: Risiko-Management - (IEC 62305-2:2010, modifiziert); Deutsche Fassung EN 62305-2:2012 |
| DIN EN 62305-3         | VDE 0185-305-3 Beiblatt 1         | 2012-10 | Blitzschutz - Teil 3: Schutz von baulichen Anlagen und Personen – Beiblatt 1: Zusätzliche Informationen zur Anwendung der DIN EN 62305-3 (VDE 0185-305-3) |
| DIN EN 62305-3         | VDE 0185-305-3 Beiblatt 2         | 2012-10 | Blitzschutz - Teil 3: Schutz von baulichen Anlagen und Personen – Beiblatt 2: Zusätzliche Informationen für besondere bauliche Anlagen |
| DIN EN 62305-3         | VDE 0185-305-3 Beiblatt 3         | 2012-10 | Blitzschutz - Teil 3: Schutz von baulichen Anlagen und Personen – Beiblatt 3: Zusätzliche Informationen für die Prüfung und Wartung von Blitzschutzsystemen |
| DIN EN 62305-3         | VDE 0185-305-3 Beiblatt 4         | 2008-01 | Blitzschutz - Teil 3: Schutz von baulichen Anlagen und Personen – Beiblatt 4: Verwendung von Metalldächern in Blitzschutzsystemen |
| DIN EN 62305-3         | VDE 0185-305-3 Beiblatt 5         | 2014-02 | Blitzschutz - Teil 3: Schutz von baulichen Anlagen und Personen – Beiblatt 5: Blitz- und Überspannungsschutz für PV-Stromversorgungssysteme |
| DIN EN 62305-3         | VDE 0185-305-3                    | 2011-10 | Blitzschutz - Teil 3: Schutz von baulichen Anlagen und Personen - (IEC 62305-3:2010, modifiziert); Deutsche Fassung EN 623053:2011 |
| DIN EN 62305-4         | VDE 0185-305-4 Beiblatt 1         | 2012-10 | Blitzschutz - Teil 4: Elektrische und elektronische Systeme in baulichen Anlagen – Beiblatt 1: Verteilung des Blitzstroms |
| DIN EN 62305-4         | VDE 0185-305-4                    | 2011-10 | Blitzschutz - Teil 4: Elektrische und elektronische Systeme in baulichen Anlagen - (IEC 62305-4:2010, modifiziert); Deutsche Fassung EN 62305-4:2011 |
| DIN EN 62561-1         | VDE 0185-561-1                    | 2013-02 | Blitzschutzsystembauteile (LPSC) - Teil 1: Anforderungen an Verbindungsbauteile - (IEC 62561-1:2012, modifiziert); Deutsche Fassung EN 62561-1:2012 |
| DIN EN 62561-2         | VDE 0185-561-2                    | 2013-02 | Blitzschutzsystembauteile (LPSC) - Teil 2: Anforderungen an Leiter und Erder - (IEC 62561-2:2012, modifiziert); Deutsche Fassung EN 62561-2:2012 |
| DIN EN 62561-3         | VDE 0185-561-3                    | 2013-02 | Blitzschutzsystembauteile (LPSC) - Teil 3: Anforderungen an Trennfunkenstrecken - (IEC 62561-3:2012, modifiziert); Deutsche Fassung EN 62561-3:2012 |
| DIN EN 62561-4         | VDE 0185-561-4                    | 2012-01 | Blitzschutzsystembauteile (LPSC) - Teil 4: Anforderungen an Leitungshalter - (IEC 62561-4:2010, modifiziert); Deutsche Fassung EN 62561-4:2011 |
| DIN EN 62561-5         | VDE 0185-561-5                    | 2012-01 | Blitzschutzsystembauteile (LPSC) - Teil 5: Anforderungen an Revisionskästen und Erderdurchführungen - (IEC 62561-5:2011, modifiziert); Deutsche Fassung EN 62561-5:2011 |
| DIN EN 62561-6         | VDE 0185-561-6                    | 2012-03 | Blitzschutzsystembauteile (LPSC) - Teil 6: Anforderungen an Blitzzähler (LSC) - (IEC 62561-6:2011, modifiziert); Deutsche Fassung EN 62561-6:2011 |
| DIN EN 62561-7         | VDE 0185-561-7                    | 2012-08 | Blitzschutzsystembauteile (LPSC) - Teil 7: Anforderungen an Mittel zur Verbesserung der Erdung - (IEC 62561-7:2011, modifiziert); Deutsche Fassung EN 62561-7:2012 |
| DIN V VDE V 0185-600   | VDE V 0185-600                    | 2008-01 | Blitzschutz - Teil 600: Prüfung der Eignung von beschichteten Metalldächern als natürlicher Bestandteil des Blitzschutzsystems |
| DIN EN 62858           | VDE 0185-858                      | 2016-05 | Blitzhäufigkeit basierend auf Blitzortungssystemen - Allgemeine Grundsätze - (IEC 62858:2015); Deutsche Fassung EN 62858:2015 |
| DIN EN 60447           | VDE 0196                          | 2004-12 | Grund- und Sicherheitsregeln für die Mensch-Maschine-Schnittstelle, Kennzeichnung - Bedienungsgrundsätze - (IEC 60447:2004); Deutsche Fassung EN 60447:2004 |
| DIN EN 60445           | VDE 0197                          | 2011-10 | Grund- und Sicherheitsregeln für die Mensch-Maschine-Schnittstelle - Kennzeichnung von Anschlüssen elektrischer Betriebsmittel, angeschlossenen Leiterenden und Leitern - (IEC 60445:2010); Deutsche Fassung EN 60445:2010 |
| DIN EN 60073           | VDE 0199                          | 2003-05 | Grund- und Sicherheitsregeln für die Mensch-Maschine-Schnittstelle, Kennzeichnung - Codierungsgrundsätze für Anzeigengeräte und Bedienteile - (IEC 60073:2002); Deutsche Fassung EN 60073:2002 |